# Lista de asteroides (243001-244000)
Esta é uma lista parcial de asteroides, do asteroide número 243001 até o 244000, inclusive. Veja também o índice com todas as listas disponíveis.

| Objeto Próximos à Terra | Cinturão de asteroides (interno) | Cinturão de asteroides (externo) | Centauro       |
| Cruzador de Marte       | Cinturão de asteroides (meio)    | Troianos de Júpiter              | Transnetuniano |

Veja mais dados de cada asteroide na ligação externa para o Minor Planet Center na última coluna.
Índice: 243001... 243101... 243201... 243301... 243401... 243501... 243601... 243701... 243801... 243901... 

## 243001–243100
| Designação         | Designação | Descoberta  | Descoberta       | Descobridor(es)        | Categoria | Mais informações / Referência |
| Permanente         | Provisória | Data        | Local            | Descobridor(es)        | Categoria | Mais informações / Referência |
| ------------------ | ---------- | ----------- | ---------------- | ---------------------- | --------- | ----------------------------- |
| 243001             | 2006 TF114 | 1 out 2006  | Apache Point     | A. C. Becker           | —         | MPC                           |
| 243002 Lemmy       | 2006 TG119 | 11 out 2006 | Apache Point     | A. C. Becker           | —         | MPC                           |
| 243003             | 2006 TY120 | 12 out 2006 | Apache Point     | A. C. Becker           | —         | MPC                           |
| 243004             | 2006 UF6   | 16 out 2006 | Catalina         | CSS                    | Ursula    | MPC                           |
| 243005             | 2006 UC9   | 16 out 2006 | Catalina         | CSS                    | —         | MPC                           |
| 243006             | 2006 UP26  | 16 out 2006 | Kitt Peak        | Spacewatch             | —         | MPC                           |
| 243007             | 2006 UL62  | 19 out 2006 | Kitt Peak        | Spacewatch             | Themis    | MPC                           |
| 243008             | 2006 UO67  | 16 out 2006 | Catalina         | CSS                    | —         | MPC                           |
| 243009             | 2006 UV71  | 17 out 2006 | Kitt Peak        | Spacewatch             | Brangane  | MPC                           |
| 243010             | 2006 UU80  | 17 out 2006 | Mount Lemmon     | Mount Lemmon Survey    | —         | MPC                           |
| 243011             | 2006 UW106 | 18 out 2006 | Kitt Peak        | Spacewatch             | —         | MPC                           |
| 243012             | 2006 UT139 | 19 out 2006 | Mount Lemmon     | Mount Lemmon Survey    | —         | MPC                           |
| 243013             | 2006 UY156 | 21 out 2006 | Mount Lemmon     | Mount Lemmon Survey    | —         | MPC                           |
| 243014             | 2006 UN161 | 21 out 2006 | Catalina         | CSS                    | —         | MPC                           |
| 243015             | 2006 UK166 | 21 out 2006 | Mount Lemmon     | Mount Lemmon Survey    | —         | MPC                           |
| 243016             | 2006 UE172 | 21 out 2006 | Mount Lemmon     | Mount Lemmon Survey    | Ursula    | MPC                           |
| 243017             | 2006 UN177 | 16 out 2006 | Catalina         | CSS                    | —         | MPC                           |
| 243018             | 2006 UM178 | 16 out 2006 | Catalina         | CSS                    | —         | MPC                           |
| 243019             | 2006 UL181 | 16 out 2006 | Catalina         | CSS                    | —         | MPC                           |
| 243020             | 2006 UU192 | 16 out 2006 | Catalina         | CSS                    | —         | MPC                           |
| 243021             | 2006 UL200 | 21 out 2006 | Kitt Peak        | Spacewatch             | —         | MPC                           |
| 243022             | 2006 UG204 | 22 out 2006 | Palomar          | NEAT                   | —         | MPC                           |
| 243023             | 2006 UG206 | 23 out 2006 | Kitt Peak        | Spacewatch             | —         | MPC                           |
| 243024             | 2006 UJ207 | 23 out 2006 | Palomar          | NEAT                   | —         | MPC                           |
| 243025             | 2006 UM216 | 21 out 2006 | Catalina         | CSS                    | —         | MPC                           |
| 243026             | 2006 UX224 | 19 out 2006 | Mount Lemmon     | Mount Lemmon Survey    | —         | MPC                           |
| 243027             | 2006 UG226 | 20 out 2006 | Palomar          | NEAT                   | —         | MPC                           |
| 243028             | 2006 UA233 | 21 out 2006 | Palomar          | NEAT                   | —         | MPC                           |
| 243029             | 2006 UF261 | 28 out 2006 | Catalina         | CSS                    | —         | MPC                           |
| 243030             | 2006 UN264 | 27 out 2006 | Kitt Peak        | Spacewatch             | Brangane  | MPC                           |
| 243031             | 2006 UV295 | 19 out 2006 | Kitt Peak        | M. W. Buie             | —         | MPC                           |
| 243032             | 2006 VD23  | 10 nov 2006 | Kitt Peak        | Spacewatch             | —         | MPC                           |
| 243033             | 2006 VA37  | 11 nov 2006 | Catalina         | CSS                    | —         | MPC                           |
| 243034             | 2006 VH85  | 13 nov 2006 | Kitt Peak        | Spacewatch             | —         | MPC                           |
| 243035             | 2006 VT95  | 13 nov 2006 | San Marcello     | Pistoia Mountains Obs. | —         | MPC                           |
| 243036             | 2006 VO97  | 11 nov 2006 | Kitt Peak        | Spacewatch             | —         | MPC                           |
| 243037             | 2006 VC136 | 15 nov 2006 | Mount Lemmon     | Mount Lemmon Survey    | —         | MPC                           |
| 243038             | 2006 WP10  | 16 nov 2006 | Socorro          | LINEAR                 | —         | MPC                           |
| 243039             | 2006 WN20  | 17 nov 2006 | Catalina         | CSS                    | —         | MPC                           |
| 243040             | 2006 WZ47  | 16 nov 2006 | Mount Lemmon     | Mount Lemmon Survey    | —         | MPC                           |
| 243041             | 2006 WR123 | 21 nov 2006 | Mount Lemmon     | Mount Lemmon Survey    | Koronis   | MPC                           |
| 243042             | 2006 WB139 | 19 nov 2006 | Catalina         | CSS                    | —         | MPC                           |
| 243043             | 2006 WW195 | 17 nov 2006 | Mount Lemmon     | Mount Lemmon Survey    | —         | MPC                           |
| 243044             | 2006 XY21  | 12 dez 2006 | Kitt Peak        | Spacewatch             | —         | MPC                           |
| 243045             | 2006 XS31  | 11 dez 2006 | Kitt Peak        | Spacewatch             | —         | MPC                           |
| 243046             | 2006 XV42  | 12 dez 2006 | Mount Lemmon     | Mount Lemmon Survey    | —         | MPC                           |
| 243047             | 2006 XJ55  | 15 dez 2006 | Mount Lemmon     | Mount Lemmon Survey    | —         | MPC                           |
| 243048             | 2006 YO50  | 19 dez 2006 | Purple Mountain  | PMO NEO                | —         | MPC                           |
| 243049             | 2007 BQ2   | 17 jan 2007 | Catalina         | CSS                    | —         | MPC                           |
| 243050             | 2007 BX3   | 16 jan 2007 | Mount Lemmon     | Mount Lemmon Survey    | —         | MPC                           |
| 243051             | 2007 BB65  | 27 jan 2007 | Mount Lemmon     | Mount Lemmon Survey    | —         | MPC                           |
| 243052             | 2007 BP73  | 24 jan 2007 | Catalina         | CSS                    | Juno      | MPC                           |
| 243053             | 2007 CD53  | 13 fev 2007 | Socorro          | LINEAR                 | —         | MPC                           |
| 243054             | 2007 CF64  | 13 fev 2007 | Socorro          | LINEAR                 | —         | MPC                           |
| 243055             | 2007 DL20  | 17 fev 2007 | Kitt Peak        | Spacewatch             | —         | MPC                           |
| 243056             | 2007 DV22  | 17 fev 2007 | Kitt Peak        | Spacewatch             | —         | MPC                           |
| 243057             | 2007 DC37  | 17 fev 2007 | Kitt Peak        | Spacewatch             | —         | MPC                           |
| 243058             | 2007 EB24  | 10 mar 2007 | Mount Lemmon     | Mount Lemmon Survey    | —         | MPC                           |
| 243059             | 2007 EN105 | 11 mar 2007 | Mount Lemmon     | Mount Lemmon Survey    | Themis    | MPC                           |
| 243060             | 2007 EB125 | 15 mar 2007 | Socorro          | LINEAR                 | Juno      | MPC                           |
| 243061             | 2007 ET172 | 14 mar 2007 | Kitt Peak        | Spacewatch             | —         | MPC                           |
| 243062             | 2007 ER192 | 14 mar 2007 | Kitt Peak        | Spacewatch             | Themis    | MPC                           |
| 243063             | 2007 ET206 | 13 mar 2007 | Mount Lemmon     | Mount Lemmon Survey    | —         | MPC                           |
| 243064             | 2007 FT44  | 26 mar 2007 | Mount Lemmon     | Mount Lemmon Survey    | Brangane  | MPC                           |
| 243065             | 2007 GC1   | 9 abr 2007  | Črni Vrh         | Črni Vrh               | —         | MPC                           |
| 243066             | 2007 GX17  | 11 abr 2007 | Kitt Peak        | Spacewatch             | —         | MPC                           |
| 243067             | 2007 GE34  | 13 abr 2007 | Siding Spring    | SSS                    | —         | MPC                           |
| 243068             | 2007 GN36  | 14 abr 2007 | Kitt Peak        | Spacewatch             | —         | MPC                           |
| 243069             | 2007 GD37  | 14 abr 2007 | Kitt Peak        | Spacewatch             | —         | MPC                           |
| 243070             | 2007 GG61  | 15 abr 2007 | Kitt Peak        | Spacewatch             | —         | MPC                           |
| 243071             | 2007 GA64  | 15 abr 2007 | Kitt Peak        | Spacewatch             | —         | MPC                           |
| 243072             | 2007 HH3   | 16 abr 2007 | Mount Lemmon     | Mount Lemmon Survey    | —         | MPC                           |
| 243073 Freistetter | 2007 HT3   | 16 abr 2007 | Drebach          | A. Knöfel              | —         | MPC                           |
| 243074             | 2007 HE9   | 18 abr 2007 | Mount Lemmon     | Mount Lemmon Survey    | —         | MPC                           |
| 243075             | 2007 HZ38  | 20 abr 2007 | Socorro          | LINEAR                 | —         | MPC                           |
| 243076             | 2007 HC49  | 20 abr 2007 | Kitt Peak        | Spacewatch             | —         | MPC                           |
| 243077             | 2007 HM59  | 18 abr 2007 | Mount Lemmon     | Mount Lemmon Survey    | —         | MPC                           |
| 243078             | 2007 HC87  | 24 abr 2007 | Kitt Peak        | Spacewatch             | —         | MPC                           |
| 243079             | 2007 JN35  | 13 mai 2007 | Tiki             | S. F. Hönig, N. Teamo  | —         | MPC                           |
| 243080             | 2007 KP3   | 17 mai 2007 | Catalina         | CSS                    | —         | MPC                           |
| 243081             | 2007 LY20  | 12 jun 2007 | Kitt Peak        | Spacewatch             | —         | MPC                           |
| 243082             | 2007 LE33  | 15 jun 2007 | Kitt Peak        | Spacewatch             | —         | MPC                           |
| 243083             | 2007 NU6   | 15 jul 2007 | Siding Spring    | SSS                    | —         | MPC                           |
| 243084             | 2007 NL7   | 11 jul 2007 | Siding Spring    | SSS                    | Vesta     | MPC                           |
| 243085             | 2007 OM4   | 22 jul 2007 | Siding Spring    | SSS                    | —         | MPC                           |
| 243086             | 2007 PH2   | 5 ago 2007  | 7300 Observatory | W. K. Y. Yeung         | —         | MPC                           |
| 243087             | 2007 PD37  | 13 ago 2007 | Socorro          | LINEAR                 | —         | MPC                           |
| 243088             | 2007 PL45  | 11 ago 2007 | Siding Spring    | SSS                    | Vesta     | MPC                           |
| 243089             | 2007 QN2   | 21 ago 2007 | Hibiscus         | S. F. Hönig, N. Teamo  | —         | MPC                           |
| 243090             | 2007 QA3   | 22 ago 2007 | Hibiscus         | S. F. Hönig, N. Teamo  | —         | MPC                           |
| 243091             | 2007 QH8   | 21 ago 2007 | Anderson Mesa    | LONEOS                 | Mitidika  | MPC                           |
| 243092             | 2007 QY12  | 24 ago 2007 | Kitt Peak        | Spacewatch             | —         | MPC                           |
| 243093             | 2007 RK    | 1 set 2007  | Dauban           | Chante-Perdrix Obs.    | —         | MPC                           |
| 243094 Dirlewanger | 2007 RU8   | 6 set 2007  | Wildberg         | R. Apitzsch            | —         | MPC                           |
| 243095             | 2007 RG10  | 9 set 2007  | Catalina         | CSS                    | —         | MPC                           |
| 243096 Klauswerner | 2007 RX15  | 12 set 2007 | Wildberg         | R. Apitzsch            | —         | MPC                           |
| 243097 Batavia     | 2007 RF16  | 12 set 2007 | Gaisberg         | R. Gierlinger          | —         | MPC                           |
| 243098             | 2007 RX21  | 3 set 2007  | Catalina         | CSS                    | —         | MPC                           |
| 243099             | 2007 RR27  | 4 set 2007  | Catalina         | CSS                    | —         | MPC                           |
| 243100             | 2007 RQ31  | 5 set 2007  | Catalina         | CSS                    | —         | MPC                           |

## 243101–243200
| Designação        | Designação | Descoberta  | Descoberta        | Descobridor(es)      | Categoria | Mais informações / Referência |
| Permanente        | Provisória | Data        | Local             | Descobridor(es)      | Categoria | Mais informações / Referência |
| ----------------- | ---------- | ----------- | ----------------- | -------------------- | --------- | ----------------------------- |
| 243101            | 2007 RK45  | 9 set 2007  | Kitt Peak         | Spacewatch           | —         | MPC                           |
| 243102            | 2007 RA48  | 9 set 2007  | Mount Lemmon      | Mount Lemmon Survey  | —         | MPC                           |
| 243103            | 2007 RL50  | 9 set 2007  | Kitt Peak         | Spacewatch           | —         | MPC                           |
| 243104            | 2007 RV52  | 9 set 2007  | Kitt Peak         | Spacewatch           | —         | MPC                           |
| 243105            | 2007 RE103 | 11 set 2007 | Catalina          | CSS                  | —         | MPC                           |
| 243106            | 2007 RG108 | 11 set 2007 | Kitt Peak         | Spacewatch           | —         | MPC                           |
| 243107            | 2007 RV109 | 11 set 2007 | Kitt Peak         | Spacewatch           | —         | MPC                           |
| 243108            | 2007 RN111 | 11 set 2007 | Kitt Peak         | Spacewatch           | —         | MPC                           |
| 243109 Hansludwig | 2007 RT132 | 12 set 2007 | Taunus            | S. Karge, E. Schwab  | —         | MPC                           |
| 243110            | 2007 RL135 | 13 set 2007 | Anderson Mesa     | LONEOS               | —         | MPC                           |
| 243111            | 2007 RY138 | 15 set 2007 | Lulin Observatory | LUSS                 | —         | MPC                           |
| 243112            | 2007 RW140 | 13 set 2007 | Socorro           | LINEAR               | —         | MPC                           |
| 243113            | 2007 RH145 | 14 set 2007 | Socorro           | LINEAR               | —         | MPC                           |
| 243114            | 2007 RX146 | 11 set 2007 | Catalina          | CSS                  | Pallas    | MPC                           |
| 243115            | 2007 RR157 | 11 set 2007 | Purple Mountain   | PMO NEO              | —         | MPC                           |
| 243116            | 2007 RT165 | 10 set 2007 | Kitt Peak         | Spacewatch           | —         | MPC                           |
| 243117            | 2007 RL176 | 9 set 2007  | Mount Lemmon      | Mount Lemmon Survey  | Mitidika  | MPC                           |
| 243118            | 2007 RR180 | 11 set 2007 | Mount Lemmon      | Mount Lemmon Survey  | —         | MPC                           |
| 243119            | 2007 RD184 | 13 set 2007 | Catalina          | CSS                  | —         | MPC                           |
| 243120            | 2007 RE199 | 13 set 2007 | Catalina          | CSS                  | —         | MPC                           |
| 243121            | 2007 RC203 | 13 set 2007 | Kitt Peak         | Spacewatch           | —         | MPC                           |
| 243122            | 2007 RK203 | 13 set 2007 | Kitt Peak         | Spacewatch           | Ursula    | MPC                           |
| 243123            | 2007 RD220 | 14 set 2007 | Mount Lemmon      | Mount Lemmon Survey  | —         | MPC                           |
| 243124            | 2007 RT239 | 14 set 2007 | Catalina          | CSS                  | —         | MPC                           |
| 243125            | 2007 RT244 | 11 set 2007 | Kitt Peak         | Spacewatch           | Mitidika  | MPC                           |
| 243126            | 2007 RU245 | 12 set 2007 | Catalina          | CSS                  | —         | MPC                           |
| 243127            | 2007 RY258 | 14 set 2007 | Catalina          | CSS                  | —         | MPC                           |
| 243128            | 2007 RA259 | 14 set 2007 | Mount Lemmon      | Mount Lemmon Survey  | —         | MPC                           |
| 243129            | 2007 RS267 | 15 set 2007 | Kitt Peak         | Spacewatch           | —         | MPC                           |
| 243130            | 2007 RQ279 | 6 set 2007  | Siding Spring     | SSS                  | —         | MPC                           |
| 243131            | 2007 RA282 | 15 set 2007 | Catalina          | CSS                  | —         | MPC                           |
| 243132            | 2007 RH289 | 12 set 2007 | Catalina          | CSS                  | —         | MPC                           |
| 243133            | 2007 RM298 | 10 set 2007 | Kitt Peak         | Spacewatch           | Ursula    | MPC                           |
| 243134            | 2007 RT298 | 10 set 2007 | Kitt Peak         | Spacewatch           | —         | MPC                           |
| 243135            | 2007 RO301 | 13 set 2007 | Mount Lemmon      | Mount Lemmon Survey  | —         | MPC                           |
| 243136            | 2007 RJ303 | 4 set 2007  | Catalina          | CSS                  | —         | MPC                           |
| 243137            | 2007 RL310 | 5 set 2007  | Catalina          | CSS                  | —         | MPC                           |
| 243138            | 2007 RN311 | 15 set 2007 | Anderson Mesa     | LONEOS               | —         | MPC                           |
| 243139            | 2007 RC322 | 10 set 2007 | Mount Lemmon      | Mount Lemmon Survey  | —         | MPC                           |
| 243140            | 2007 RO325 | 15 set 2007 | Kitt Peak         | Spacewatch           | —         | MPC                           |
| 243141            | 2007 TG6   | 6 out 2007  | Dauban            | Chante-Perdrix Obs.  | Brangane  | MPC                           |
| 243142            | 2007 TH6   | 6 out 2007  | Dauban            | Chante-Perdrix Obs.  | —         | MPC                           |
| 243143            | 2007 TE8   | 7 out 2007  | Mayhill           | A. Lowe              | —         | MPC                           |
| 243144            | 2007 TL13  | 6 out 2007  | Socorro           | LINEAR               | —         | MPC                           |
| 243145            | 2007 TB15  | 8 out 2007  | 7300              | W. K. Y. Yeung       | —         | MPC                           |
| 243146            | 2007 TJ18  | 7 out 2007  | Nashville         | R. Clingan           | —         | MPC                           |
| 243147            | 2007 TX18  | 9 out 2007  | Catalina          | CSS                  | —         | MPC                           |
| 243148            | 2007 TN19  | 7 out 2007  | Črni Vrh          | Črni Vrh             | Brangane  | MPC                           |
| 243149            | 2007 TT22  | 9 out 2007  | Goodricke-Pigott  | R. A. Tucker         | —         | MPC                           |
| 243150            | 2007 TV29  | 4 out 2007  | Kitt Peak         | Spacewatch           | —         | MPC                           |
| 243151            | 2007 TA33  | 6 out 2007  | Kitt Peak         | Spacewatch           | —         | MPC                           |
| 243152            | 2007 TZ34  | 6 out 2007  | Kitt Peak         | Spacewatch           | —         | MPC                           |
| 243153            | 2007 TO46  | 8 out 2007  | Mount Lemmon      | Mount Lemmon Survey  | —         | MPC                           |
| 243154            | 2007 TV49  | 4 out 2007  | Kitt Peak         | Spacewatch           | —         | MPC                           |
| 243155            | 2007 TR63  | 7 out 2007  | Mount Lemmon      | Mount Lemmon Survey  | Themis    | MPC                           |
| 243156            | 2007 TP66  | 10 out 2007 | Dauban            | Chante-Perdrix Obs.  | —         | MPC                           |
| 243157            | 2007 TE68  | 10 out 2007 | Lulin             | LUSS                 | —         | MPC                           |
| 243158            | 2007 TG68  | 11 out 2007 | Calvin-Rehoboth   | Calvin–Rehoboth Obs. | —         | MPC                           |
| 243159            | 2007 TD74  | 14 out 2007 | Mount Lemmon      | Mount Lemmon Survey  | Vesta     | MPC                           |
| 243160            | 2007 TB75  | 15 out 2007 | Kleť              | Kleť Obs.            | —         | MPC                           |
| 243161            | 2007 TG79  | 5 out 2007  | Kitt Peak         | Spacewatch           | —         | MPC                           |
| 243162            | 2007 TP86  | 8 out 2007  | Mount Lemmon      | Mount Lemmon Survey  | —         | MPC                           |
| 243163            | 2007 TK94  | 7 out 2007  | Catalina          | CSS                  | —         | MPC                           |
| 243164            | 2007 TW94  | 7 out 2007  | Catalina          | CSS                  | —         | MPC                           |
| 243165            | 2007 TL98  | 8 out 2007  | Mount Lemmon      | Mount Lemmon Survey  | —         | MPC                           |
| 243166            | 2007 TL108 | 7 out 2007  | Catalina          | CSS                  | —         | MPC                           |
| 243167            | 2007 TB109 | 7 out 2007  | Catalina          | CSS                  | —         | MPC                           |
| 243168            | 2007 TD110 | 7 out 2007  | Catalina          | CSS                  | —         | MPC                           |
| 243169            | 2007 TQ123 | 6 out 2007  | Kitt Peak         | Spacewatch           | Mitidika  | MPC                           |
| 243170            | 2007 TD125 | 6 out 2007  | Kitt Peak         | Spacewatch           | —         | MPC                           |
| 243171            | 2007 TA128 | 6 out 2007  | Kitt Peak         | Spacewatch           | —         | MPC                           |
| 243172            | 2007 TD133 | 7 out 2007  | Mount Lemmon      | Mount Lemmon Survey  | —         | MPC                           |
| 243173            | 2007 TG136 | 8 out 2007  | Catalina          | CSS                  | Brangane  | MPC                           |
| 243174            | 2007 TY137 | 8 out 2007  | Mount Lemmon      | Mount Lemmon Survey  | —         | MPC                           |
| 243175            | 2007 TH138 | 8 out 2007  | Mount Lemmon      | Mount Lemmon Survey  | —         | MPC                           |
| 243176            | 2007 TV139 | 9 out 2007  | Catalina          | CSS                  | —         | MPC                           |
| 243177            | 2007 TG145 | 6 out 2007  | Socorro           | LINEAR               | Chloris   | MPC                           |
| 243178            | 2007 TW147 | 7 out 2007  | Socorro           | LINEAR               | —         | MPC                           |
| 243179            | 2007 TZ154 | 9 out 2007  | Socorro           | LINEAR               | —         | MPC                           |
| 243180            | 2007 TQ164 | 11 out 2007 | Socorro           | LINEAR               | —         | MPC                           |
| 243181            | 2007 TC169 | 12 out 2007 | Socorro           | LINEAR               | —         | MPC                           |
| 243182            | 2007 TK178 | 6 out 2007  | Purple Mountain   | PMO NEO              | —         | MPC                           |
| 243183            | 2007 TC212 | 7 out 2007  | Kitt Peak         | Spacewatch           | —         | MPC                           |
| 243184            | 2007 TW216 | 7 out 2007  | Kitt Peak         | Spacewatch           | —         | MPC                           |
| 243185            | 2007 TU228 | 8 out 2007  | Kitt Peak         | Spacewatch           | —         | MPC                           |
| 243186            | 2007 TH230 | 8 out 2007  | Kitt Peak         | Spacewatch           | —         | MPC                           |
| 243187            | 2007 TB265 | 11 out 2007 | Kitt Peak         | Spacewatch           | —         | MPC                           |
| 243188            | 2007 TK272 | 9 out 2007  | Kitt Peak         | Spacewatch           | —         | MPC                           |
| 243189            | 2007 TY288 | 11 out 2007 | Catalina          | CSS                  | Brangane  | MPC                           |
| 243190            | 2007 TV296 | 10 out 2007 | Mount Lemmon      | Mount Lemmon Survey  | —         | MPC                           |
| 243191            | 2007 TP329 | 11 out 2007 | Kitt Peak         | Spacewatch           | —         | MPC                           |
| 243192            | 2007 TS367 | 10 out 2007 | Mount Lemmon      | Mount Lemmon Survey  | —         | MPC                           |
| 243193            | 2007 TJ371 | 12 out 2007 | Catalina          | CSS                  | —         | MPC                           |
| 243194            | 2007 TT376 | 10 out 2007 | Catalina          | CSS                  | —         | MPC                           |
| 243195            | 2007 TT377 | 11 out 2007 | Kitt Peak         | Spacewatch           | —         | MPC                           |
| 243196            | 2007 TW403 | 15 out 2007 | Kitt Peak         | Spacewatch           | —         | MPC                           |
| 243197            | 2007 TH414 | 15 out 2007 | Catalina          | CSS                  | —         | MPC                           |
| 243198            | 2007 TO441 | 9 out 2007  | Catalina          | CSS                  | Phocaea   | MPC                           |
| 243199            | 2007 TF443 | 14 out 2007 | Catalina          | CSS                  | —         | MPC                           |
| 243200            | 2007 TC447 | 10 out 2007 | Kitt Peak         | Spacewatch           | —         | MPC                           |

## 243201–243300
| Designação         | Designação | Descoberta  | Descoberta      | Descobridor(es)     | Categoria | Mais informações / Referência |
| Permanente         | Provisória | Data        | Local           | Descobridor(es)     | Categoria | Mais informações / Referência |
| ------------------ | ---------- | ----------- | --------------- | ------------------- | --------- | ----------------------------- |
| 243201             | 2007 TV447 | 13 out 2007 | Mount Lemmon    | Mount Lemmon Survey | —         | MPC                           |
| 243202             | 2007 TW448 | 9 out 2007  | Kitt Peak       | Spacewatch          | —         | MPC                           |
| 243203             | 2007 TB453 | 15 out 2007 | Mount Lemmon    | Mount Lemmon Survey | —         | MPC                           |
| 243204 Kubanchoria | 2007 UA5   | 16 out 2007 | Andrushivka     | Andrushivka Obs.    | —         | MPC                           |
| 243205             | 2007 UD11  | 18 out 2007 | Socorro         | LINEAR              | —         | MPC                           |
| 243206             | 2007 UK11  | 19 out 2007 | Socorro         | LINEAR              | Phocaea   | MPC                           |
| 243207             | 2007 US26  | 16 out 2007 | Mount Lemmon    | Mount Lemmon Survey | —         | MPC                           |
| 243208             | 2007 UN27  | 16 out 2007 | Mount Lemmon    | Mount Lemmon Survey | —         | MPC                           |
| 243209             | 2007 UK31  | 19 out 2007 | Catalina        | CSS                 | —         | MPC                           |
| 243210             | 2007 UP40  | 16 out 2007 | Kitt Peak       | Spacewatch          | —         | MPC                           |
| 243211             | 2007 UM44  | 18 out 2007 | Mount Lemmon    | Mount Lemmon Survey | —         | MPC                           |
| 243212             | 2007 UQ48  | 20 out 2007 | Mount Lemmon    | Mount Lemmon Survey | Brangane  | MPC                           |
| 243213             | 2007 UX50  | 24 out 2007 | Mount Lemmon    | Mount Lemmon Survey | —         | MPC                           |
| 243214             | 2007 UE67  | 30 out 2007 | Catalina        | CSS                 | —         | MPC                           |
| 243215             | 2007 UU84  | 30 out 2007 | Kitt Peak       | Spacewatch          | —         | MPC                           |
| 243216             | 2007 UT125 | 31 out 2007 | Kitt Peak       | Spacewatch          | —         | MPC                           |
| 243217             | 2007 UC126 | 18 out 2007 | Catalina        | CSS                 | —         | MPC                           |
| 243218             | 2007 UB136 | 16 out 2007 | Catalina        | CSS                 | —         | MPC                           |
| 243219             | 2007 VA1   | 2 nov 2007  | Mount Lemmon    | Mount Lemmon Survey | Eos       | MPC                           |
| 243220             | 2007 VK11  | 2 nov 2007  | Catalina        | CSS                 | —         | MPC                           |
| 243221             | 2007 VY29  | 2 nov 2007  | Kitt Peak       | Spacewatch          | —         | MPC                           |
| 243222             | 2007 VV34  | 3 nov 2007  | Kitt Peak       | Spacewatch          | —         | MPC                           |
| 243223             | 2007 VV63  | 1 nov 2007  | Kitt Peak       | Spacewatch          | —         | MPC                           |
| 243224             | 2007 VN65  | 1 nov 2007  | Lulin           | LUSS                | —         | MPC                           |
| 243225             | 2007 VJ69  | 4 nov 2007  | Mount Lemmon    | Mount Lemmon Survey | —         | MPC                           |
| 243226             | 2007 VH72  | 1 nov 2007  | Kitt Peak       | Spacewatch          | —         | MPC                           |
| 243227             | 2007 VY87  | 2 nov 2007  | Socorro         | LINEAR              | Brangane  | MPC                           |
| 243228             | 2007 VQ88  | 3 nov 2007  | Socorro         | LINEAR              | —         | MPC                           |
| 243229             | 2007 VO90  | 5 nov 2007  | Socorro         | LINEAR              | Ursula    | MPC                           |
| 243230             | 2007 VX90  | 6 nov 2007  | Socorro         | LINEAR              | —         | MPC                           |
| 243231             | 2007 VX92  | 3 nov 2007  | Socorro         | LINEAR              | —         | MPC                           |
| 243232             | 2007 VJ93  | 3 nov 2007  | Socorro         | LINEAR              | —         | MPC                           |
| 243233             | 2007 VZ93  | 7 nov 2007  | Socorro         | LINEAR              | —         | MPC                           |
| 243234             | 2007 VE122 | 5 nov 2007  | Kitt Peak       | Spacewatch          | —         | MPC                           |
| 243235             | 2007 VD140 | 3 nov 2007  | Lulin           | LUSS                | —         | MPC                           |
| 243236             | 2007 VZ146 | 4 nov 2007  | Kitt Peak       | Spacewatch          | —         | MPC                           |
| 243237             | 2007 VS164 | 5 nov 2007  | Kitt Peak       | Spacewatch          | —         | MPC                           |
| 243238             | 2007 VB167 | 5 nov 2007  | Mount Lemmon    | Mount Lemmon Survey | —         | MPC                           |
| 243239             | 2007 VP168 | 5 nov 2007  | Kitt Peak       | Spacewatch          | Phocaea   | MPC                           |
| 243240             | 2007 VN169 | 5 nov 2007  | Kitt Peak       | Spacewatch          | —         | MPC                           |
| 243241             | 2007 VX189 | 14 nov 2007 | La Sagra        | Mallorca Obs.       | —         | MPC                           |
| 243242             | 2007 VG207 | 9 nov 2007  | Purple Mountain | PMO NEO             | —         | MPC                           |
| 243243             | 2007 VH219 | 9 nov 2007  | Kitt Peak       | Spacewatch          | Themis    | MPC                           |
| 243244             | 2007 VZ226 | 11 nov 2007 | Mount Lemmon    | Mount Lemmon Survey | —         | MPC                           |
| 243245             | 2007 VH231 | 7 nov 2007  | Kitt Peak       | Spacewatch          | —         | MPC                           |
| 243246             | 2007 VM233 | 8 nov 2007  | Kitt Peak       | Spacewatch          | Brangane  | MPC                           |
| 243247             | 2007 VW265 | 13 nov 2007 | Kitt Peak       | Spacewatch          | —         | MPC                           |
| 243248             | 2007 VY273 | 12 nov 2007 | Catalina        | CSS                 | —         | MPC                           |
| 243249             | 2007 VB301 | 15 nov 2007 | Anderson Mesa   | LONEOS              | —         | MPC                           |
| 243250             | 2007 VY311 | 12 nov 2007 | Mount Lemmon    | Mount Lemmon Survey | —         | MPC                           |
| 243251             | 2007 VY315 | 9 nov 2007  | Catalina        | CSS                 | Phocaea   | MPC                           |
| 243252             | 2007 WS7   | 18 nov 2007 | Socorro         | LINEAR              | Brangane  | MPC                           |
| 243253             | 2007 WS19  | 18 nov 2007 | Mount Lemmon    | Mount Lemmon Survey | —         | MPC                           |
| 243254             | 2007 WP22  | 17 nov 2007 | Kitt Peak       | Spacewatch          | Phocaea   | MPC                           |
| 243255             | 2007 WL60  | 17 nov 2007 | Kitt Peak       | Spacewatch          | —         | MPC                           |
| 243256             | 2007 XC5   | 4 dez 2007  | Kitt Peak       | Spacewatch          | —         | MPC                           |
| 243257             | 2007 XS11  | 4 dez 2007  | Kitt Peak       | Spacewatch          | —         | MPC                           |
| 243258             | 2007 XD17  | 5 dez 2007  | Socorro         | LINEAR              | —         | MPC                           |
| 243259             | 2007 XM29  | 15 dez 2007 | Mount Lemmon    | Mount Lemmon Survey | —         | MPC                           |
| 243260             | 2007 XD35  | 13 dez 2007 | Socorro         | LINEAR              | —         | MPC                           |
| 243261             | 2007 YM28  | 18 dez 2007 | Mount Lemmon    | Mount Lemmon Survey | —         | MPC                           |
| 243262 Korkosz     | 2007 YV47  | 31 dez 2007 | Schiaparelli    | L. Buzzi            | —         | MPC                           |
| 243263             | 2007 YB49  | 28 dez 2007 | Kitt Peak       | Spacewatch          | —         | MPC                           |
| 243264             | 2007 YB60  | 18 dez 2007 | Catalina        | CSS                 | —         | MPC                           |
| 243265             | 2007 YR61  | 20 dez 2007 | Kitt Peak       | Spacewatch          | —         | MPC                           |
| 243266             | 2008 AW    | 4 jan 2008  | Pla D'Arguines  | R. Ferrando         | —         | MPC                           |
| 243267             | 2008 AM10  | 10 jan 2008 | Mount Lemmon    | Mount Lemmon Survey | —         | MPC                           |
| 243268             | 2008 AV34  | 10 jan 2008 | Kitt Peak       | Spacewatch          | —         | MPC                           |
| 243269             | 2008 AH44  | 10 jan 2008 | Kitt Peak       | Spacewatch          | —         | MPC                           |
| 243270             | 2008 AK65  | 11 jan 2008 | Mount Lemmon    | Mount Lemmon Survey | —         | MPC                           |
| 243271             | 2008 BV6   | 16 jan 2008 | Kitt Peak       | Spacewatch          | —         | MPC                           |
| 243272             | 2008 BU10  | 18 jan 2008 | Kitt Peak       | Spacewatch          | —         | MPC                           |
| 243273             | 2008 BH18  | 30 jan 2008 | Mount Lemmon    | Mount Lemmon Survey | —         | MPC                           |
| 243274             | 2008 BJ40  | 30 jan 2008 | Socorro         | LINEAR              | Brangane  | MPC                           |
| 243275             | 2008 CN18  | 3 fev 2008  | Catalina        | CSS                 | —         | MPC                           |
| 243276             | 2008 CB34  | 2 fev 2008  | Kitt Peak       | Spacewatch          | —         | MPC                           |
| 243277             | 2008 CL43  | 2 fev 2008  | Kitt Peak       | Spacewatch          | —         | MPC                           |
| 243278             | 2008 CV51  | 7 fev 2008  | Kitt Peak       | Spacewatch          | —         | MPC                           |
| 243279             | 2008 CT68  | 7 fev 2008  | Majorca         | Mallorca Obs.       | —         | MPC                           |
| 243280             | 2008 CF82  | 7 fev 2008  | Mount Lemmon    | Mount Lemmon Survey | Koronis   | MPC                           |
| 243281             | 2008 CE86  | 7 fev 2008  | Mount Lemmon    | Mount Lemmon Survey | —         | MPC                           |
| 243282             | 2008 CJ86  | 7 fev 2008  | Mount Lemmon    | Mount Lemmon Survey | —         | MPC                           |
| 243283             | 2008 CB148 | 9 fev 2008  | Kitt Peak       | Spacewatch          | —         | MPC                           |
| 243284             | 2008 CB161 | 9 fev 2008  | Kitt Peak       | Spacewatch          | —         | MPC                           |
| 243285 Fauvaud     | 2008 CJ181 | 11 fev 2008 | Nogales         | J.-C. Merlin        | —         | MPC                           |
| 243286             | 2008 CO183 | 13 fev 2008 | Catalina        | CSS                 | —         | MPC                           |
| 243287             | 2008 CA190 | 1 fev 2008  | Catalina        | CSS                 | —         | MPC                           |
| 243288             | 2008 CA193 | 8 fev 2008  | Kitt Peak       | Spacewatch          | —         | MPC                           |
| 243289             | 2008 DX15  | 27 fev 2008 | Catalina        | CSS                 | —         | MPC                           |
| 243290             | 2008 DD31  | 27 fev 2008 | Kitt Peak       | Spacewatch          | —         | MPC                           |
| 243291             | 2008 DK47  | 28 fev 2008 | Kitt Peak       | Spacewatch          | —         | MPC                           |
| 243292             | 2008 DS70  | 27 fev 2008 | Catalina        | CSS                 | —         | MPC                           |
| 243293             | 2008 DH73  | 27 fev 2008 | Mount Lemmon    | Mount Lemmon Survey | Brangane  | MPC                           |
| 243294             | 2008 DN83  | 18 fev 2008 | Mount Lemmon    | Mount Lemmon Survey | —         | MPC                           |
| 243295             | 2008 EP9   | 1 mar 2008  | Kitt Peak       | Spacewatch          | —         | MPC                           |
| 243296             | 2008 EY9   | 1 mar 2008  | Kitt Peak       | Spacewatch          | —         | MPC                           |
| 243297             | 2008 EJ60  | 8 mar 2008  | Catalina        | CSS                 | —         | MPC                           |
| 243298             | 2008 EN82  | 8 mar 2008  | Socorro         | LINEAR              | —         | MPC                           |
| 243299             | 2008 EN109 | 7 mar 2008  | Mount Lemmon    | Mount Lemmon Survey | —         | MPC                           |
| 243300             | 2008 EN123 | 9 mar 2008  | Kitt Peak       | Spacewatch          | —         | MPC                           |

## 243301–243400
| Designação        | Designação | Descoberta  | Descoberta       | Descobridor(es)      | Categoria | Mais informações / Referência |
| Permanente        | Provisória | Data        | Local            | Descobridor(es)      | Categoria | Mais informações / Referência |
| ----------------- | ---------- | ----------- | ---------------- | -------------------- | --------- | ----------------------------- |
| 243301            | 2008 EA137 | 11 mar 2008 | Kitt Peak        | Spacewatch           | —         | MPC                           |
| 243302            | 2008 FA37  | 28 mar 2008 | Mount Lemmon     | Mount Lemmon Survey  | —         | MPC                           |
| 243303            | 2008 FX40  | 28 mar 2008 | Kitt Peak        | Spacewatch           | —         | MPC                           |
| 243304            | 2008 GL145 | 6 abr 2008  | Kitt Peak        | Spacewatch           | —         | MPC                           |
| 243305            | 2008 GJ146 | 15 abr 2008 | Kitt Peak        | Spacewatch           | —         | MPC                           |
| 243306            | 2008 JV15  | 3 mai 2008  | Kitt Peak        | Spacewatch           | —         | MPC                           |
| 243307            | 2008 KX12  | 27 mai 2008 | Kitt Peak        | Spacewatch           | —         | MPC                           |
| 243308            | 2008 KJ30  | 29 mai 2008 | Kitt Peak        | Spacewatch           | —         | MPC                           |
| 243309            | 2008 OB15  | 28 jul 2008 | La Sagra         | Mallorca Obs.        | —         | MPC                           |
| 243310            | 2008 OU24  | 30 jul 2008 | Mount Lemmon     | Mount Lemmon Survey  | —         | MPC                           |
| 243311            | 2008 PN13  | 10 ago 2008 | La Sagra         | Mallorca Obs.        | —         | MPC                           |
| 243312            | 2008 QE48  | 26 ago 2008 | Socorro          | LINEAR               | —         | MPC                           |
| 243313            | 2008 RH3   | 2 set 2008  | Kitt Peak        | Spacewatch           | Vesta     | MPC                           |
| 243314            | 2008 RA15  | 4 set 2008  | Kitt Peak        | Spacewatch           | Vesta     | MPC                           |
| 243315            | 2008 RP18  | 4 set 2008  | Kitt Peak        | Spacewatch           | Vesta     | MPC                           |
| 243316            | 2008 RL32  | 2 set 2008  | Kitt Peak        | Spacewatch           | Vesta     | MPC                           |
| 243317            | 2008 RE96  | 7 set 2008  | Catalina         | CSS                  | —         | MPC                           |
| 243318            | 2008 RS101 | 2 set 2008  | Kitt Peak        | Spacewatch           | Vesta     | MPC                           |
| 243319            | 2008 RR109 | 2 set 2008  | Kitt Peak        | Spacewatch           | —         | MPC                           |
| 243320 Jackuipers | 2008 SG12  | 24 set 2008 | Calvin-Rehoboth  | Calvin–Rehoboth Obs. | —         | MPC                           |
| 243321            | 2008 SG20  | 19 set 2008 | Kitt Peak        | Spacewatch           | —         | MPC                           |
| 243322            | 2008 SG31  | 20 set 2008 | Kitt Peak        | Spacewatch           | Vesta     | MPC                           |
| 243323            | 2008 SO36  | 20 set 2008 | Mount Lemmon     | Mount Lemmon Survey  | Vesta     | MPC                           |
| 243324            | 2008 SN65  | 21 set 2008 | Mount Lemmon     | Mount Lemmon Survey  | —         | MPC                           |
| 243325            | 2008 SR154 | 22 set 2008 | Socorro          | LINEAR               | Vesta     | MPC                           |
| 243326            | 2008 SA178 | 23 set 2008 | Catalina         | CSS                  | —         | MPC                           |
| 243327            | 2008 SQ195 | 25 set 2008 | Kitt Peak        | Spacewatch           | —         | MPC                           |
| 243328            | 2008 SX243 | 24 set 2008 | Kitt Peak        | Spacewatch           | —         | MPC                           |
| 243329            | 2008 SZ290 | 23 set 2008 | Kitt Peak        | Spacewatch           | —         | MPC                           |
| 243330            | 2008 TT18  | 1 out 2008  | Mount Lemmon     | Mount Lemmon Survey  | —         | MPC                           |
| 243331            | 2008 TE21  | 1 out 2008  | Mount Lemmon     | Mount Lemmon Survey  | —         | MPC                           |
| 243332            | 2008 TF45  | 1 out 2008  | Mount Lemmon     | Mount Lemmon Survey  | —         | MPC                           |
| 243333            | 2008 TR69  | 2 out 2008  | Kitt Peak        | Spacewatch           | —         | MPC                           |
| 243334            | 2008 TY109 | 6 out 2008  | Mount Lemmon     | Mount Lemmon Survey  | Vesta     | MPC                           |
| 243335            | 2008 TH131 | 8 out 2008  | Mount Lemmon     | Mount Lemmon Survey  | —         | MPC                           |
| 243336            | 2008 TS165 | 4 out 2008  | Mount Lemmon     | Mount Lemmon Survey  | —         | MPC                           |
| 243337            | 2008 TW187 | 8 out 2008  | Catalina         | CSS                  | —         | MPC                           |
| 243338            | 2008 TH188 | 9 out 2008  | Mount Lemmon     | Mount Lemmon Survey  | —         | MPC                           |
| 243339            | 2008 UB4   | 23 out 2008 | Socorro          | LINEAR               | Juno      | MPC                           |
| 243340            | 2008 UF8   | 17 out 2008 | Kitt Peak        | Spacewatch           | —         | MPC                           |
| 243341            | 2008 UZ77  | 21 out 2008 | Kitt Peak        | Spacewatch           | —         | MPC                           |
| 243342            | 2008 UF107 | 21 out 2008 | Kitt Peak        | Spacewatch           | —         | MPC                           |
| 243343            | 2008 UY117 | 22 out 2008 | Kitt Peak        | Spacewatch           | —         | MPC                           |
| 243344            | 2008 UA134 | 23 out 2008 | Kitt Peak        | Spacewatch           | —         | MPC                           |
| 243345            | 2008 UZ148 | 23 out 2008 | Kitt Peak        | Spacewatch           | —         | MPC                           |
| 243346            | 2008 UF157 | 23 out 2008 | Mount Lemmon     | Mount Lemmon Survey  | —         | MPC                           |
| 243347            | 2008 UU160 | 23 out 2008 | Kitt Peak        | Spacewatch           | —         | MPC                           |
| 243348            | 2008 UC199 | 27 out 2008 | Socorro          | LINEAR               | —         | MPC                           |
| 243349            | 2008 UF199 | 28 out 2008 | Socorro          | LINEAR               | —         | MPC                           |
| 243350            | 2008 UW199 | 28 out 2008 | Goodricke-Pigott | R. A. Tucker         | —         | MPC                           |
| 243351            | 2008 UP215 | 24 out 2008 | Catalina         | CSS                  | —         | MPC                           |
| 243352            | 2008 UP229 | 25 out 2008 | Kitt Peak        | Spacewatch           | —         | MPC                           |
| 243353            | 2008 UE275 | 28 out 2008 | Kitt Peak        | Spacewatch           | —         | MPC                           |
| 243354            | 2008 UK304 | 29 out 2008 | Kitt Peak        | Spacewatch           | —         | MPC                           |
| 243355            | 2008 UV316 | 30 out 2008 | Mount Lemmon     | Mount Lemmon Survey  | —         | MPC                           |
| 243356            | 2008 UP325 | 31 out 2008 | Kitt Peak        | Spacewatch           | Ursula    | MPC                           |
| 243357            | 2008 VO19  | 1 nov 2008  | Mount Lemmon     | Mount Lemmon Survey  | —         | MPC                           |
| 243358            | 2008 VF20  | 1 nov 2008  | Mount Lemmon     | Mount Lemmon Survey  | —         | MPC                           |
| 243359            | 2008 VL43  | 3 nov 2008  | Kitt Peak        | Spacewatch           | Eos       | MPC                           |
| 243360            | 2008 VK73  | 3 nov 2008  | Kitt Peak        | Spacewatch           | —         | MPC                           |
| 243361            | 2008 WU43  | 17 nov 2008 | Kitt Peak        | Spacewatch           | —         | MPC                           |
| 243362            | 2008 WP45  | 17 nov 2008 | Kitt Peak        | Spacewatch           | —         | MPC                           |
| 243363            | 2008 WW58  | 22 nov 2008 | Mayhill          | A. Lowe              | —         | MPC                           |
| 243364            | 2008 WY59  | 18 nov 2008 | Socorro          | LINEAR               | Brangane  | MPC                           |
| 243365            | 2008 WA71  | 18 nov 2008 | Kitt Peak        | Spacewatch           | —         | MPC                           |
| 243366            | 2008 WH74  | 19 nov 2008 | Mount Lemmon     | Mount Lemmon Survey  | —         | MPC                           |
| 243367            | 2008 WV77  | 20 nov 2008 | Kitt Peak        | Spacewatch           | —         | MPC                           |
| 243368            | 2008 WS89  | 22 nov 2008 | Kitt Peak        | Spacewatch           | —         | MPC                           |
| 243369            | 2008 WC102 | 25 nov 2008 | Socorro          | LINEAR               | Juno      | MPC                           |
| 243370            | 2008 WA112 | 30 nov 2008 | Kitt Peak        | Spacewatch           | —         | MPC                           |
| 243371            | 2008 WY119 | 30 nov 2008 | Mount Lemmon     | Mount Lemmon Survey  | —         | MPC                           |
| 243372            | 2008 WN128 | 22 nov 2008 | Kitt Peak        | Spacewatch           | —         | MPC                           |
| 243373            | 2008 WM134 | 22 nov 2008 | Kitt Peak        | Spacewatch           | —         | MPC                           |
| 243374            | 2008 XW4   | 3 dez 2008  | Socorro          | LINEAR               | —         | MPC                           |
| 243375            | 2008 XY17  | 1 dez 2008  | Kitt Peak        | Spacewatch           | —         | MPC                           |
| 243376            | 2008 XA40  | 2 dez 2008  | Kitt Peak        | Spacewatch           | —         | MPC                           |
| 243377            | 2008 XK40  | 2 dez 2008  | Kitt Peak        | Spacewatch           | —         | MPC                           |
| 243378            | 2008 XT43  | 2 dez 2008  | Kitt Peak        | Spacewatch           | —         | MPC                           |
| 243379            | 2008 XK49  | 7 dez 2008  | Mount Lemmon     | Mount Lemmon Survey  | —         | MPC                           |
| 243380            | 2008 XN55  | 3 dez 2008  | Mount Lemmon     | Mount Lemmon Survey  | —         | MPC                           |
| 243381 Alessio    | 2008 YM4   | 22 dez 2008 | Nazaret          | G. Muler, J. M. Ruiz | —         | MPC                           |
| 243382            | 2008 YZ17  | 21 dez 2008 | Mount Lemmon     | Mount Lemmon Survey  | —         | MPC                           |
| 243383            | 2008 YO38  | 29 dez 2008 | Kitt Peak        | Spacewatch           | Mitidika  | MPC                           |
| 243384            | 2008 YA40  | 29 dez 2008 | Kitt Peak        | Spacewatch           | —         | MPC                           |
| 243385            | 2008 YD49  | 29 dez 2008 | Mount Lemmon     | Mount Lemmon Survey  | —         | MPC                           |
| 243386            | 2008 YP51  | 29 dez 2008 | Mount Lemmon     | Mount Lemmon Survey  | —         | MPC                           |
| 243387            | 2008 YZ52  | 29 dez 2008 | Mount Lemmon     | Mount Lemmon Survey  | —         | MPC                           |
| 243388            | 2008 YK54  | 29 dez 2008 | Mount Lemmon     | Mount Lemmon Survey  | —         | MPC                           |
| 243389            | 2008 YU90  | 29 dez 2008 | Kitt Peak        | Spacewatch           | —         | MPC                           |
| 243390            | 2008 YX97  | 29 dez 2008 | Mount Lemmon     | Mount Lemmon Survey  | Ursula    | MPC                           |
| 243391            | 2008 YG109 | 29 dez 2008 | Kitt Peak        | Spacewatch           | —         | MPC                           |
| 243392            | 2008 YW109 | 30 dez 2008 | Kitt Peak        | Spacewatch           | —         | MPC                           |
| 243393            | 2008 YO125 | 30 dez 2008 | Kitt Peak        | Spacewatch           | —         | MPC                           |
| 243394            | 2008 YB156 | 29 dez 2008 | Mount Lemmon     | Mount Lemmon Survey  | —         | MPC                           |
| 243395            | 2008 YS168 | 21 dez 2008 | Kitt Peak        | Spacewatch           | —         | MPC                           |
| 243396            | 2008 YZ171 | 30 dez 2008 | Catalina         | CSS                  | —         | MPC                           |
| 243397            | 2008 YO172 | 31 dez 2008 | Catalina         | CSS                  | —         | MPC                           |
| 243398            | 2008 YP172 | 21 dez 2008 | Mount Lemmon     | Mount Lemmon Survey  | —         | MPC                           |
| 243399            | 2008 YV172 | 29 dez 2008 | Kitt Peak        | Spacewatch           | —         | MPC                           |
| 243400            | 2009 AP1   | 3 jan 2009  | Farra d'Isonzo   | Farra d'Isonzo       | —         | MPC                           |

## 243401–243500
| Designação         | Designação | Descoberta  | Descoberta      | Descobridor(es)       | Categoria | Mais informações / Referência |
| Permanente         | Provisória | Data        | Local           | Descobridor(es)       | Categoria | Mais informações / Referência |
| ------------------ | ---------- | ----------- | --------------- | --------------------- | --------- | ----------------------------- |
| 243401             | 2009 AY15  | 15 jan 2009 | Farra d'Isonzo  | Farra d'Isonzo        | —         | MPC                           |
| 243402             | 2009 AX24  | 3 jan 2009  | Kitt Peak       | Spacewatch            | —         | MPC                           |
| 243403             | 2009 AP48  | 3 jan 2009  | Mount Lemmon    | Mount Lemmon Survey   | —         | MPC                           |
| 243404             | 2009 BU4   | 18 jan 2009 | Socorro         | LINEAR                | —         | MPC                           |
| 243405             | 2009 BN24  | 17 jan 2009 | Catalina        | CSS                   | —         | MPC                           |
| 243406             | 2009 BK36  | 16 jan 2009 | Kitt Peak       | Spacewatch            | —         | MPC                           |
| 243407             | 2009 BF52  | 16 jan 2009 | Mount Lemmon    | Mount Lemmon Survey   | —         | MPC                           |
| 243408             | 2009 BN53  | 16 jan 2009 | Mount Lemmon    | Mount Lemmon Survey   | —         | MPC                           |
| 243409             | 2009 BF82  | 20 jan 2009 | Catalina        | CSS                   | —         | MPC                           |
| 243410             | 2009 BN88  | 25 jan 2009 | Kitt Peak       | Spacewatch            | —         | MPC                           |
| 243411             | 2009 BA90  | 25 jan 2009 | Kitt Peak       | Spacewatch            | —         | MPC                           |
| 243412             | 2009 BT98  | 26 jan 2009 | Kitt Peak       | Spacewatch            | —         | MPC                           |
| 243413             | 2009 BH111 | 26 jan 2009 | Purple Mountain | PMO NEO               | —         | MPC                           |
| 243414             | 2009 BT124 | 31 jan 2009 | Kitt Peak       | Spacewatch            | —         | MPC                           |
| 243415             | 2009 BW137 | 29 jan 2009 | Kitt Peak       | Spacewatch            | —         | MPC                           |
| 243416             | 2009 BO140 | 29 jan 2009 | Kitt Peak       | Spacewatch            | —         | MPC                           |
| 243417             | 2009 BV144 | 30 jan 2009 | Kitt Peak       | Spacewatch            | —         | MPC                           |
| 243418             | 2009 BH147 | 30 jan 2009 | Mount Lemmon    | Mount Lemmon Survey   | —         | MPC                           |
| 243419             | 2009 BT169 | 17 jan 2009 | Kitt Peak       | Spacewatch            | —         | MPC                           |
| 243420             | 2009 BA178 | 31 jan 2009 | Mount Lemmon    | Mount Lemmon Survey   | —         | MPC                           |
| 243421             | 2009 BC187 | 26 jan 2009 | Socorro         | LINEAR                | —         | MPC                           |
| 243422             | 2009 BA188 | 21 jan 2009 | Socorro         | LINEAR                | —         | MPC                           |
| 243423             | 2009 CP7   | 1 fev 2009  | Mount Lemmon    | Mount Lemmon Survey   | —         | MPC                           |
| 243424             | 2009 CT27  | 1 fev 2009  | Kitt Peak       | Spacewatch            | —         | MPC                           |
| 243425             | 2009 CA50  | 14 fev 2009 | La Sagra        | Mallorca Obs.         | —         | MPC                           |
| 243426             | 2009 CL53  | 13 fev 2009 | La Sagra        | Mallorca Obs.         | —         | MPC                           |
| 243427             | 2009 CS56  | 4 fev 2009  | Mount Lemmon    | Mount Lemmon Survey   | —         | MPC                           |
| 243428             | 2009 CL58  | 3 fev 2009  | Kitt Peak       | Spacewatch            | —         | MPC                           |
| 243429             | 2009 CA63  | 4 fev 2009  | Mount Lemmon    | Mount Lemmon Survey   | —         | MPC                           |
| 243430             | 2009 DQ1   | 16 fev 2009 | Dauban          | F. Kugel              | —         | MPC                           |
| 243431             | 2009 DK32  | 20 fev 2009 | Kitt Peak       | Spacewatch            | —         | MPC                           |
| 243432             | 2009 DO41  | 18 fev 2009 | La Sagra        | Mallorca Obs.         | —         | MPC                           |
| 243433             | 2009 DY44  | 27 fev 2009 | Mayhill         | A. Lowe               | —         | MPC                           |
| 243434             | 2009 DB46  | 19 fev 2009 | Marly           | P. Kocher             | —         | MPC                           |
| 243435             | 2009 DL55  | 22 fev 2009 | Kitt Peak       | Spacewatch            | —         | MPC                           |
| 243436             | 2009 DQ57  | 22 fev 2009 | Kitt Peak       | Spacewatch            | —         | MPC                           |
| 243437             | 2009 DF58  | 22 fev 2009 | Kitt Peak       | Spacewatch            | Mitidika  | MPC                           |
| 243438             | 2009 DV66  | 24 fev 2009 | Mount Lemmon    | Mount Lemmon Survey   | Juno      | MPC                           |
| 243439             | 2009 DZ112 | 27 fev 2009 | Catalina        | CSS                   | —         | MPC                           |
| 243440 Colonia     | 2009 FD2   | 17 mar 2009 | Taunus          | S. Karge, E. Schwab   | —         | MPC                           |
| 243441             | 2009 FO3   | 17 mar 2009 | La Sagra        | Mallorca Obs.         | —         | MPC                           |
| 243442             | 2009 FS6   | 16 mar 2009 | Kitt Peak       | Spacewatch            | —         | MPC                           |
| 243443             | 2009 FD18  | 18 mar 2009 | La Sagra        | Mallorca Obs.         | —         | MPC                           |
| 243444             | 2009 FQ41  | 23 mar 2009 | La Sagra        | Mallorca Obs.         | —         | MPC                           |
| 243445             | 2009 FD45  | 26 mar 2009 | Kitt Peak       | Spacewatch            | —         | MPC                           |
| 243446             | 2009 FX56  | 25 mar 2009 | Siding Spring   | SSS                   | —         | MPC                           |
| 243447             | 2009 GE    | 2 abr 2009  | Sierra Stars    | F. Tozzi              | —         | MPC                           |
| 243448             | 2009 HD16  | 18 abr 2009 | Kitt Peak       | Spacewatch            | —         | MPC                           |
| 243449             | 2009 HP19  | 18 abr 2009 | Cordell-Lorenz  | D. T. Durig           | —         | MPC                           |
| 243450             | 2009 HY21  | 16 abr 2009 | Catalina        | CSS                   | —         | MPC                           |
| 243451             | 2009 HL60  | 21 abr 2009 | Socorro         | LINEAR                | —         | MPC                           |
| 243452             | 2009 HD73  | 19 abr 2009 | Kitt Peak       | Spacewatch            | —         | MPC                           |
| 243453             | 2009 HX85  | 29 abr 2009 | Kitt Peak       | Spacewatch            | —         | MPC                           |
| 243454             | 2009 HH92  | 29 abr 2009 | Kitt Peak       | Spacewatch            | —         | MPC                           |
| 243455             | 2009 JJ2   | 12 mai 2009 | Mayhill         | A. Lowe               | —         | MPC                           |
| 243456             | 2009 JR3   | 13 mai 2009 | Catalina        | CSS                   | —         | MPC                           |
| 243457             | 2009 JA18  | 3 mai 2009  | Kitt Peak       | Spacewatch            | —         | MPC                           |
| 243458 Bubulina    | 2009 QQ38  | 31 ago 2009 | Skylive         | F. Tozzi, M. Graziani | —         | MPC                           |
| 243459             | 2009 RZ16  | 12 set 2009 | Kitt Peak       | Spacewatch            | —         | MPC                           |
| 243460             | 2009 RA54  | 15 set 2009 | Kitt Peak       | Spacewatch            | Vesta     | MPC                           |
| 243461             | 2009 SF21  | 17 set 2009 | Catalina        | CSS                   | —         | MPC                           |
| 243462             | 2009 ST42  | 16 set 2009 | Kitt Peak       | Spacewatch            | Ursula    | MPC                           |
| 243463             | 2009 SF44  | 16 set 2009 | Kitt Peak       | Spacewatch            | —         | MPC                           |
| 243464             | 2009 SC49  | 17 set 2009 | La Sagra        | Mallorca Obs.         | Koronis   | MPC                           |
| 243465             | 2009 SN100 | 18 set 2009 | Catalina        | CSS                   | —         | MPC                           |
| 243466             | 2009 SE104 | 25 set 2009 | Taunus          | S. Karge, R. Kling    | —         | MPC                           |
| 243467             | 2009 SE124 | 18 set 2009 | Kitt Peak       | Spacewatch            | —         | MPC                           |
| 243468             | 2009 SZ146 | 19 set 2009 | Kitt Peak       | Spacewatch            | —         | MPC                           |
| 243469             | 2009 SY158 | 20 set 2009 | Kitt Peak       | Spacewatch            | —         | MPC                           |
| 243470             | 2009 SR175 | 19 set 2009 | Catalina        | CSS                   | —         | MPC                           |
| 243471             | 2009 SO213 | 23 set 2009 | Kitt Peak       | Spacewatch            | —         | MPC                           |
| 243472             | 2009 SD214 | 23 set 2009 | Kitt Peak       | Spacewatch            | —         | MPC                           |
| 243473             | 2009 SO241 | 18 set 2009 | Catalina        | CSS                   | —         | MPC                           |
| 243474             | 2009 SH264 | 23 set 2009 | Mount Lemmon    | Mount Lemmon Survey   | —         | MPC                           |
| 243475             | 2009 SB265 | 23 set 2009 | Mount Lemmon    | Mount Lemmon Survey   | Ursula    | MPC                           |
| 243476             | 2009 SZ289 | 25 set 2009 | Kitt Peak       | Spacewatch            | —         | MPC                           |
| 243477             | 2009 SP293 | 26 set 2009 | Kitt Peak       | Spacewatch            | —         | MPC                           |
| 243478             | 2009 SY329 | 17 set 2009 | Kitt Peak       | Spacewatch            | —         | MPC                           |
| 243479             | 2009 TY5   | 11 out 2009 | La Sagra        | Mallorca Obs.         | Vesta     | MPC                           |
| 243480             | 2009 TQ9   | 14 out 2009 | Bisei SG Center | BATTeRS               | —         | MPC                           |
| 243481             | 2009 TW14  | 14 out 2009 | La Sagra        | Mallorca Obs.         | —         | MPC                           |
| 243482             | 2009 TY14  | 12 out 2009 | La Sagra        | Mallorca Obs.         | —         | MPC                           |
| 243483             | 2009 TW17  | 15 out 2009 | Catalina        | CSS                   | —         | MPC                           |
| 243484             | 2009 TA23  | 14 out 2009 | La Sagra        | Mallorca Obs.         | Vesta     | MPC                           |
| 243485             | 2009 TH26  | 14 out 2009 | Purple Mountain | PMO NEO               | —         | MPC                           |
| 243486             | 2009 TQ34  | 12 out 2009 | La Sagra        | Mallorca Obs.         | —         | MPC                           |
| 243487             | 2009 TB38  | 14 out 2009 | Catalina        | CSS                   | —         | MPC                           |
| 243488             | 2009 TB41  | 14 out 2009 | Purple Mountain | PMO NEO               | —         | MPC                           |
| 243489             | 2009 UX11  | 16 out 2009 | Catalina        | CSS                   | —         | MPC                           |
| 243490             | 2009 UF19  | 23 out 2009 | Mayhill         | iTelescope Obs.       | Vesta     | MPC                           |
| 243491 Mühlviertel | 2009 UH19  | 20 out 2009 | Linz            | D. Voglsam            | —         | MPC                           |
| 243492             | 2009 UB26  | 21 out 2009 | Catalina        | CSS                   | —         | MPC                           |
| 243493             | 2009 UY39  | 22 out 2009 | Mount Lemmon    | Mount Lemmon Survey   | —         | MPC                           |
| 243494             | 2009 UF74  | 21 out 2009 | Mount Lemmon    | Mount Lemmon Survey   | Vesta     | MPC                           |
| 243495             | 2009 UB102 | 24 out 2009 | Catalina        | CSS                   | —         | MPC                           |
| 243496             | 2009 UV105 | 21 out 2009 | Mount Lemmon    | Mount Lemmon Survey   | Vesta     | MPC                           |
| 243497             | 2009 UR122 | 26 out 2009 | Mount Lemmon    | Mount Lemmon Survey   | —         | MPC                           |
| 243498             | 2009 US130 | 26 out 2009 | Catalina        | CSS                   | —         | MPC                           |
| 243499             | 2009 UA131 | 30 out 2009 | Mount Lemmon    | Mount Lemmon Survey   | Vesta     | MPC                           |
| 243500             | 2009 UK139 | 27 out 2009 | Mount Lemmon    | Mount Lemmon Survey   | —         | MPC                           |

## 243501–243600
| Designação             | Designação | Descoberta  | Descoberta      | Descobridor(es)         | Categoria | Mais informações / Referência |
| Permanente             | Provisória | Data        | Local           | Descobridor(es)         | Categoria | Mais informações / Referência |
| ---------------------- | ---------- | ----------- | --------------- | ----------------------- | --------- | ----------------------------- |
| 243501                 | 2009 UR139 | 24 out 2009 | Mount Lemmon    | Mount Lemmon Survey     | Vesta     | MPC                           |
| 243502                 | 2009 UE140 | 25 out 2009 | Kitt Peak       | Spacewatch              | Ursula    | MPC                           |
| 243503                 | 2009 VS26  | 8 nov 2009  | Kitt Peak       | Spacewatch              | —         | MPC                           |
| 243504                 | 2009 VD77  | 8 nov 2009  | Catalina        | CSS                     | Vesta     | MPC                           |
| 243505                 | 2009 VG106 | 9 nov 2009  | Catalina        | CSS                     | —         | MPC                           |
| 243506                 | 2009 WS    | 16 nov 2009 | Calvin-Rehoboth | L. A. Molnar            | —         | MPC                           |
| 243507                 | 2009 WT26  | 16 nov 2009 | Kitt Peak       | Spacewatch              | —         | MPC                           |
| 243508                 | 2009 WM71  | 18 nov 2009 | Kitt Peak       | Spacewatch              | —         | MPC                           |
| 243509                 | 2009 WB80  | 18 nov 2009 | Kitt Peak       | Spacewatch              | Vesta     | MPC                           |
| 243510                 | 2009 WE84  | 19 nov 2009 | Kitt Peak       | Spacewatch              | Ursula    | MPC                           |
| 243511                 | 2009 WF129 | 20 nov 2009 | Mount Lemmon    | Mount Lemmon Survey     | Koronis   | MPC                           |
| 243512                 | 2009 YF10  | 17 dez 2009 | Kitt Peak       | Spacewatch              | —         | MPC                           |
| 243513                 | 2009 YL15  | 18 dez 2009 | Kitt Peak       | Spacewatch              | —         | MPC                           |
| 243514                 | 2010 AT58  | 11 jan 2010 | Kitt Peak       | Spacewatch              | Ursula    | MPC                           |
| 243515                 | 2010 AT66  | 11 jan 2010 | Kitt Peak       | Spacewatch              | Brangane  | MPC                           |
| 243516 Marklarsen      | 2009 FD2   | 17 mar 2009 | WISE            | WISE                    | —         | MPC                           |
| 243517                 | 2010 CD32  | 9 fev 2010  | Kitt Peak       | Spacewatch              | —         | MPC                           |
| 243518                 | 2010 CK34  | 10 fev 2010 | Kitt Peak       | Spacewatch              | —         | MPC                           |
| 243519                 | 2010 CX34  | 10 fev 2010 | Kitt Peak       | Spacewatch              | —         | MPC                           |
| 243520                 | 2010 CH44  | 14 fev 2010 | Calvin-Rehoboth | Calvin–Rehoboth Obs.    | —         | MPC                           |
| 243521                 | 2010 CF63  | 9 fev 2010  | Kitt Peak       | Spacewatch              | —         | MPC                           |
| 243522                 | 2010 CA124 | 15 fev 2010 | Catalina        | CSS                     | —         | MPC                           |
| 243523                 | 2010 CO138 | 13 fev 2010 | Kitt Peak       | Spacewatch              | —         | MPC                           |
| 243524                 | 2010 DG8   | 16 fev 2010 | Kitt Peak       | Spacewatch              | —         | MPC                           |
| 243525                 | 2010 DY8   | 16 fev 2010 | Kitt Peak       | Spacewatch              | —         | MPC                           |
| 243526 Russwalker      | 2010 DY28  | 19 fev 2010 | WISE            | WISE                    | —         | MPC                           |
| 243527                 | 2010 DZ42  | 17 fev 2010 | Kitt Peak       | Spacewatch              | —         | MPC                           |
| 243528                 | 2010 DV46  | 17 fev 2010 | Kitt Peak       | Spacewatch              | —         | MPC                           |
| 243529 Petereisenhardt | 2010 DO50  | 20 fev 2010 | WISE            | WISE                    | —         | MPC                           |
| 243530                 | 2010 DR78  | 17 fev 2010 | Siding Spring   | SSS                     | —         | MPC                           |
| 243531                 | 2010 EV29  | 5 mar 2010  | Catalina        | CSS                     | —         | MPC                           |
| 243532                 | 2010 EE30  | 5 mar 2010  | Catalina        | CSS                     | —         | MPC                           |
| 243533                 | 2010 EH34  | 5 mar 2010  | Kitt Peak       | Spacewatch              | —         | MPC                           |
| 243534                 | 2010 EO40  | 12 mar 2010 | Catalina        | CSS                     | —         | MPC                           |
| 243535                 | 2010 ET87  | 13 mar 2010 | Mount Lemmon    | Mount Lemmon Survey     | —         | MPC                           |
| 243536 Mannheim        | 2010 EQ111 | 15 mar 2010 | Moorook         | E. Schwab               | —         | MPC                           |
| 243537                 | 2010 EL125 | 13 mar 2010 | Kitt Peak       | Spacewatch              | —         | MPC                           |
| 243538                 | 2010 FG21  | 18 mar 2010 | Mount Lemmon    | Mount Lemmon Survey     | —         | MPC                           |
| 243539                 | 2010 FA56  | 19 mar 2010 | Kitt Peak       | Spacewatch              | —         | MPC                           |
| 243540                 | 2010 GH75  | 7 abr 2010  | Catalina        | CSS                     | —         | MPC                           |
| 243541                 | 2010 GL75  | 11 abr 2010 | Mount Lemmon    | Mount Lemmon Survey     | —         | MPC                           |
| 243542                 | 2010 JT1   | 3 mai 2010  | Kitt Peak       | Spacewatch              | —         | MPC                           |
| 243543                 | 2010 JB29  | 2 mai 2010  | Kitt Peak       | Spacewatch              | —         | MPC                           |
| 243544                 | 2010 JD29  | 2 mai 2010  | Kitt Peak       | Spacewatch              | —         | MPC                           |
| 243545                 | 2010 JO29  | 3 mai 2010  | Kitt Peak       | Spacewatch              | —         | MPC                           |
| 243546 Fengchuanliu    | 2010 JH61  | 8 mai 2010  | WISE            | WISE                    | —         | MPC                           |
| 243547                 | 2010 JU71  | 3 mai 2010  | Kitt Peak       | Spacewatch              | —         | MPC                           |
| 243548                 | 2010 JN73  | 8 mai 2010  | Mount Lemmon    | Mount Lemmon Survey     | —         | MPC                           |
| 243549                 | 2010 JF158 | 14 mai 2010 | Mount Lemmon    | Mount Lemmon Survey     | —         | MPC                           |
| 243550                 | 1240 T-2   | 29 set 1973 | Palomar         | PLS                     | —         | MPC                           |
| 243551                 | 3266 T-3   | 16 out 1977 | Palomar         | PLS                     | —         | MPC                           |
| 243552                 | 4514 T-3   | 16 out 1977 | Palomar         | PLS                     | —         | MPC                           |
| 243553                 | 5066 T-3   | 16 out 1977 | Palomar         | PLS                     | —         | MPC                           |
| 243554                 | 1981 EL30  | 2 mar 1981  | Siding Spring   | S. J. Bus               | —         | MPC                           |
| 243555                 | 1991 VB8   | 4 nov 1991  | Kitt Peak       | Spacewatch              | Brangane  | MPC                           |
| 243556                 | 1993 HT3   | 20 abr 1993 | Kitt Peak       | Spacewatch              | —         | MPC                           |
| 243557                 | 1993 HF4   | 20 abr 1993 | Kitt Peak       | Spacewatch              | —         | MPC                           |
| 243558                 | 1993 TJ28  | 9 out 1993  | La Silla        | E. W. Elst              | —         | MPC                           |
| 243559                 | 1993 TR37  | 9 out 1993  | La Silla        | E. W. Elst              | —         | MPC                           |
| 243560                 | 1994 PO5   | 10 ago 1994 | La Silla        | E. W. Elst              | Phocaea   | MPC                           |
| 243561                 | 1994 YD4   | 31 dez 1994 | Kitt Peak       | Spacewatch              | —         | MPC                           |
| 243562                 | 1995 BA8   | 29 jan 1995 | Kitt Peak       | Spacewatch              | —         | MPC                           |
| 243563                 | 1995 FU14  | 27 mar 1995 | Kitt Peak       | Spacewatch              | —         | MPC                           |
| 243564                 | 1995 ML8   | 29 jun 1995 | Kitt Peak       | Spacewatch              | —         | MPC                           |
| 243565                 | 1995 OU7   | 25 jul 1995 | Kitt Peak       | Spacewatch              | —         | MPC                           |
| 243566                 | 1995 SA    | 17 set 1995 | Kitt Peak       | Spacewatch              | —         | MPC                           |
| 243567                 | 1995 SP23  | 19 set 1995 | Kitt Peak       | Spacewatch              | —         | MPC                           |
| 243568                 | 1995 SX85  | 26 set 1995 | Kitt Peak       | Spacewatch              | Brangane  | MPC                           |
| 243569                 | 1995 XN4   | 14 dez 1995 | Kitt Peak       | Spacewatch              | —         | MPC                           |
| 243570                 | 1995 XR4   | 14 dez 1995 | Kitt Peak       | Spacewatch              | —         | MPC                           |
| 243571                 | 1996 AS6   | 12 jan 1996 | Kitt Peak       | Spacewatch              | —         | MPC                           |
| 243572                 | 1996 GA9   | 13 abr 1996 | Kitt Peak       | Spacewatch              | —         | MPC                           |
| 243573                 | 1996 LF2   | 8 jun 1996  | Kitt Peak       | Spacewatch              | —         | MPC                           |
| 243574                 | 1996 RO7   | 5 set 1996  | Kitt Peak       | Spacewatch              | —         | MPC                           |
| 243575                 | 1996 VW17  | 6 nov 1996  | Kitt Peak       | Spacewatch              | —         | MPC                           |
| 243576                 | 1996 VB39  | 7 nov 1996  | Xinglong        | SCAP                    | —         | MPC                           |
| 243577                 | 1996 WE    | 16 nov 1996 | Sudbury         | D. di Cicco             | —         | MPC                           |
| 243578                 | 1996 XO12  | 6 dez 1996  | Kitt Peak       | Spacewatch              | —         | MPC                           |
| 243579                 | 1997 NC6   | 9 jul 1997  | Kitt Peak       | Spacewatch              | —         | MPC                           |
| 243580                 | 1997 PG1   | 5 ago 1997  | Majorca         | Á. López J., R. Pacheco | —         | MPC                           |
| 243581                 | 1997 RH6   | 7 set 1997  | Caussols        | ODAS                    | —         | MPC                           |
| 243582                 | 1997 SZ7   | 23 set 1997 | Kitt Peak       | Spacewatch              | —         | MPC                           |
| 243583                 | 1997 TU19  | 2 out 1997  | Kitt Peak       | Spacewatch              | —         | MPC                           |
| 243584                 | 1997 TU20  | 4 out 1997  | Kitt Peak       | Spacewatch              | —         | MPC                           |
| 243585                 | 1997 WY28  | 29 nov 1997 | Kitt Peak       | Spacewatch              | —         | MPC                           |
| 243586                 | 1997 YN12  | 21 dez 1997 | Kitt Peak       | Spacewatch              | —         | MPC                           |
| 243587                 | 1998 DU9   | 22 fev 1998 | Haleakalā       | NEAT                    | —         | MPC                           |
| 243588                 | 1998 MA6   | 19 jun 1998 | Kitt Peak       | Spacewatch              | —         | MPC                           |
| 243589                 | 1998 QP3   | 17 ago 1998 | Socorro         | LINEAR                  | —         | MPC                           |
| 243590                 | 1998 QY82  | 24 ago 1998 | Socorro         | LINEAR                  | —         | MPC                           |
| 243591 Ignacostantino  | 1998 RG3   | 15 set 1998 | Colleverde      | V. S. Casulli           | —         | MPC                           |
| 243592                 | 1998 RQ4   | 14 set 1998 | Socorro         | LINEAR                  | —         | MPC                           |
| 243593                 | 1998 RO10  | 13 set 1998 | Kitt Peak       | Spacewatch              | —         | MPC                           |
| 243594                 | 1998 RH37  | 14 set 1998 | Socorro         | LINEAR                  | —         | MPC                           |
| 243595                 | 1998 RS79  | 14 set 1998 | Socorro         | LINEAR                  | —         | MPC                           |
| 243596                 | 1998 ST79  | 26 set 1998 | Socorro         | LINEAR                  | —         | MPC                           |
| 243597                 | 1998 SK83  | 26 set 1998 | Socorro         | LINEAR                  | —         | MPC                           |
| 243598                 | 1998 SS99  | 26 set 1998 | Socorro         | LINEAR                  | Phocaea   | MPC                           |
| 243599                 | 1998 SX153 | 26 set 1998 | Socorro         | LINEAR                  | —         | MPC                           |
| 243600                 | 1998 SV154 | 26 set 1998 | Socorro         | LINEAR                  | —         | MPC                           |

## 243601–243700
| Designação       | Designação | Descoberta  | Descoberta    | Descobridor(es)     | Categoria | Mais informações / Referência |
| Permanente       | Provisória | Data        | Local         | Descobridor(es)     | Categoria | Mais informações / Referência |
| ---------------- | ---------- | ----------- | ------------- | ------------------- | --------- | ----------------------------- |
| 243601           | 1998 SV168 | 17 set 1998 | Anderson Mesa | LONEOS              | —         | MPC                           |
| 243602           | 1998 UF10  | 16 out 1998 | Kitt Peak     | Spacewatch          | —         | MPC                           |
| 243603           | 1998 VG43  | 15 nov 1998 | Kitt Peak     | Spacewatch          | —         | MPC                           |
| 243604           | 1998 WV25  | 16 nov 1998 | Kitt Peak     | Spacewatch          | —         | MPC                           |
| 243605           | 1998 WO29  | 23 nov 1998 | Kitt Peak     | Spacewatch          | —         | MPC                           |
| 243606           | 1998 WY36  | 21 nov 1998 | Kitt Peak     | Spacewatch          | —         | MPC                           |
| 243607           | 1998 WJ42  | 19 nov 1998 | Caussols      | ODAS                | —         | MPC                           |
| 243608           | 1998 XE23  | 11 dez 1998 | Kitt Peak     | Spacewatch          | —         | MPC                           |
| 243609           | 1998 YY11  | 26 dez 1998 | Oizumi        | T. Kobayashi        | —         | MPC                           |
| 243610           | 1998 YR13  | 19 dez 1998 | Kitt Peak     | Spacewatch          | —         | MPC                           |
| 243611           | 1999 AS1   | 8 jan 1999  | Kitt Peak     | Spacewatch          | —         | MPC                           |
| 243612           | 1999 BQ8   | 16 jan 1999 | Kitt Peak     | Spacewatch          | —         | MPC                           |
| 243613           | 1999 CP115 | 12 fev 1999 | Socorro       | LINEAR              | —         | MPC                           |
| 243614           | 1999 CN132 | 8 fev 1999  | Kitt Peak     | Spacewatch          | —         | MPC                           |
| 243615           | 1999 FP2   | 16 mar 1999 | Kitt Peak     | Spacewatch          | —         | MPC                           |
| 243616           | 1999 FQ76  | 20 mar 1999 | Apache Point  | SDSS                | —         | MPC                           |
| 243617           | 1999 GT54  | 6 abr 1999  | Kitt Peak     | Spacewatch          | —         | MPC                           |
| 243618           | 1999 JU61  | 10 mai 1999 | Socorro       | LINEAR              | —         | MPC                           |
| 243619           | 1999 KK9   | 18 mai 1999 | Socorro       | LINEAR              | —         | MPC                           |
| 243620           | 1999 LC5   | 8 jun 1999  | Socorro       | LINEAR              | —         | MPC                           |
| 243621           | 1999 RN15  | 7 set 1999  | Socorro       | LINEAR              | —         | MPC                           |
| 243622           | 1999 RF16  | 7 set 1999  | Socorro       | LINEAR              | Brangane  | MPC                           |
| 243623           | 1999 RY22  | 7 set 1999  | Socorro       | LINEAR              | —         | MPC                           |
| 243624           | 1999 RF37  | 13 set 1999 | Monte Agliale | M. M. M. Santangelo | —         | MPC                           |
| 243625           | 1999 RA88  | 7 set 1999  | Socorro       | LINEAR              | —         | MPC                           |
| 243626           | 1999 RP114 | 9 set 1999  | Socorro       | LINEAR              | —         | MPC                           |
| 243627           | 1999 RH124 | 9 set 1999  | Socorro       | LINEAR              | —         | MPC                           |
| 243628           | 1999 RG131 | 9 set 1999  | Socorro       | LINEAR              | —         | MPC                           |
| 243629           | 1999 RX201 | 8 set 1999  | Socorro       | LINEAR              | —         | MPC                           |
| 243630           | 1999 RX202 | 8 set 1999  | Socorro       | LINEAR              | —         | MPC                           |
| 243631           | 1999 RP203 | 8 set 1999  | Socorro       | LINEAR              | —         | MPC                           |
| 243632           | 1999 RZ206 | 8 set 1999  | Socorro       | LINEAR              | Eos       | MPC                           |
| 243633           | 1999 RL239 | 8 set 1999  | Socorro       | LINEAR              | —         | MPC                           |
| 243634           | 1999 SH12  | 27 set 1999 | Socorro       | LINEAR              | —         | MPC                           |
| 243635           | 1999 SD16  | 29 set 1999 | Catalina      | CSS                 | —         | MPC                           |
| 243636           | 1999 SD17  | 30 set 1999 | Catalina      | CSS                 | —         | MPC                           |
| 243637 Frosinone | 1999 TZ10  | 8 out 1999  | Ceccano       | G. Masi             | —         | MPC                           |
| 243638           | 1999 TE28  | 3 out 1999  | Socorro       | LINEAR              | —         | MPC                           |
| 243639           | 1999 TO51  | 4 out 1999  | Kitt Peak     | Spacewatch          | —         | MPC                           |
| 243640           | 1999 TG53  | 6 out 1999  | Kitt Peak     | Spacewatch          | —         | MPC                           |
| 243641           | 1999 TN61  | 7 out 1999  | Kitt Peak     | Spacewatch          | —         | MPC                           |
| 243642           | 1999 TL101 | 2 out 1999  | Socorro       | LINEAR              | —         | MPC                           |
| 243643           | 1999 TT110 | 4 out 1999  | Socorro       | LINEAR              | —         | MPC                           |
| 243644           | 1999 TY135 | 6 out 1999  | Socorro       | LINEAR              | —         | MPC                           |
| 243645           | 1999 TE137 | 6 out 1999  | Socorro       | LINEAR              | —         | MPC                           |
| 243646           | 1999 TT147 | 7 out 1999  | Socorro       | LINEAR              | —         | MPC                           |
| 243647           | 1999 TZ153 | 7 out 1999  | Socorro       | LINEAR              | —         | MPC                           |
| 243648           | 1999 TX176 | 10 out 1999 | Socorro       | LINEAR              | —         | MPC                           |
| 243649           | 1999 TS190 | 12 out 1999 | Socorro       | LINEAR              | —         | MPC                           |
| 243650           | 1999 TL240 | 4 out 1999  | Catalina      | CSS                 | —         | MPC                           |
| 243651           | 1999 TV253 | 11 out 1999 | Socorro       | LINEAR              | —         | MPC                           |
| 243652           | 1999 TG254 | 13 out 1999 | Kitt Peak     | Spacewatch          | —         | MPC                           |
| 243653           | 1999 TD265 | 3 out 1999  | Socorro       | LINEAR              | —         | MPC                           |
| 243654           | 1999 TO289 | 10 out 1999 | Socorro       | LINEAR              | —         | MPC                           |
| 243655           | 1999 US25  | 29 out 1999 | Catalina      | CSS                 | —         | MPC                           |
| 243656           | 1999 UP43  | 28 out 1999 | Catalina      | CSS                 | —         | MPC                           |
| 243657           | 1999 UX45  | 31 out 1999 | Catalina      | CSS                 | —         | MPC                           |
| 243658           | 1999 UC52  | 31 out 1999 | Catalina      | CSS                 | —         | MPC                           |
| 243659           | 1999 UT57  | 31 out 1999 | Catalina      | CSS                 | —         | MPC                           |
| 243660           | 1999 VU13  | 2 nov 1999  | Socorro       | LINEAR              | —         | MPC                           |
| 243661           | 1999 VX13  | 2 nov 1999  | Socorro       | LINEAR              | —         | MPC                           |
| 243662           | 1999 VW71  | 15 nov 1999 | Eskridge      | Farpoint Obs.       | —         | MPC                           |
| 243663           | 1999 VU76  | 5 nov 1999  | Kitt Peak     | Spacewatch          | —         | MPC                           |
| 243664           | 1999 VQ80  | 4 nov 1999  | Socorro       | LINEAR              | Eos       | MPC                           |
| 243665           | 1999 VZ80  | 4 nov 1999  | Socorro       | LINEAR              | —         | MPC                           |
| 243666           | 1999 VO83  | 2 nov 1999  | Kitt Peak     | Spacewatch          | —         | MPC                           |
| 243667           | 1999 VR84  | 6 nov 1999  | Kitt Peak     | Spacewatch          | —         | MPC                           |
| 243668           | 1999 VF85  | 6 nov 1999  | Kitt Peak     | Spacewatch          | —         | MPC                           |
| 243669           | 1999 VG106 | 9 nov 1999  | Socorro       | LINEAR              | Ursula    | MPC                           |
| 243670           | 1999 VV130 | 9 nov 1999  | Kitt Peak     | Spacewatch          | —         | MPC                           |
| 243671           | 1999 VU148 | 14 nov 1999 | Socorro       | LINEAR              | —         | MPC                           |
| 243672           | 1999 VR166 | 14 nov 1999 | Socorro       | LINEAR              | —         | MPC                           |
| 243673           | 1999 VR192 | 1 nov 1999  | Anderson Mesa | LONEOS              | —         | MPC                           |
| 243674           | 1999 VV199 | 4 nov 1999  | Anderson Mesa | LONEOS              | Pallas    | MPC                           |
| 243675           | 1999 VG207 | 11 nov 1999 | Kitt Peak     | Spacewatch          | —         | MPC                           |
| 243676           | 1999 WQ10  | 28 nov 1999 | Kitt Peak     | Spacewatch          | —         | MPC                           |
| 243677           | 1999 WW15  | 29 nov 1999 | Kitt Peak     | Spacewatch          | —         | MPC                           |
| 243678           | 1999 WH20  | 16 nov 1999 | Socorro       | LINEAR              | —         | MPC                           |
| 243679           | 1999 XV29  | 6 dez 1999  | Socorro       | LINEAR              | —         | MPC                           |
| 243680           | 1999 XU65  | 7 dez 1999  | Socorro       | LINEAR              | —         | MPC                           |
| 243681           | 1999 XK80  | 7 dez 1999  | Socorro       | LINEAR              | —         | MPC                           |
| 243682           | 1999 XL92  | 7 dez 1999  | Socorro       | LINEAR              | —         | MPC                           |
| 243683           | 1999 XE99  | 7 dez 1999  | Socorro       | LINEAR              | —         | MPC                           |
| 243684           | 1999 XZ134 | 6 dez 1999  | Socorro       | LINEAR              | Flora     | MPC                           |
| 243685           | 1999 XB135 | 6 dez 1999  | Socorro       | LINEAR              | —         | MPC                           |
| 243686           | 1999 XD138 | 2 dez 1999  | Kitt Peak     | Spacewatch          | —         | MPC                           |
| 243687           | 1999 XU146 | 7 dez 1999  | Kitt Peak     | Spacewatch          | —         | MPC                           |
| 243688           | 1999 XX171 | 10 dez 1999 | Socorro       | LINEAR              | —         | MPC                           |
| 243689           | 1999 XO172 | 10 dez 1999 | Socorro       | LINEAR              | —         | MPC                           |
| 243690           | 1999 XA219 | 15 dez 1999 | Kitt Peak     | Spacewatch          | —         | MPC                           |
| 243691           | 1999 YK10  | 27 dez 1999 | Kitt Peak     | Spacewatch          | —         | MPC                           |
| 243692           | 1999 YJ26  | 31 dez 1999 | Kitt Peak     | Spacewatch          | —         | MPC                           |
| 243693           | 2000 AC43  | 5 jan 2000  | Socorro       | LINEAR              | Eos       | MPC                           |
| 243694           | 2000 AO44  | 5 jan 2000  | Kitt Peak     | Spacewatch          | —         | MPC                           |
| 243695           | 2000 AJ72  | 5 jan 2000  | Socorro       | LINEAR              | —         | MPC                           |
| 243696           | 2000 AA73  | 5 jan 2000  | Socorro       | LINEAR              | —         | MPC                           |
| 243697           | 2000 BY1   | 27 jan 2000 | Kitt Peak     | Spacewatch          | —         | MPC                           |
| 243698           | 2000 BH5   | 27 jan 2000 | Socorro       | LINEAR              | —         | MPC                           |
| 243699           | 2000 BM31  | 29 jan 2000 | Kitt Peak     | Spacewatch          | —         | MPC                           |
| 243700           | 2000 BU41  | 30 jan 2000 | Kitt Peak     | Spacewatch          | —         | MPC                           |

## 243701–243800
| Designação | Designação | Descoberta  | Descoberta    | Descobridor(es) | Categoria | Mais informações / Referência |
| Permanente | Provisória | Data        | Local         | Descobridor(es) | Categoria | Mais informações / Referência |
| ---------- | ---------- | ----------- | ------------- | --------------- | --------- | ----------------------------- |
| 243701     | 2000 CD9   | 2 fev 2000  | Socorro       | LINEAR          | —         | MPC                           |
| 243702     | 2000 CL47  | 2 fev 2000  | Socorro       | LINEAR          | —         | MPC                           |
| 243703     | 2000 CO57  | 5 fev 2000  | Socorro       | LINEAR          | —         | MPC                           |
| 243704     | 2000 CT64  | 3 fev 2000  | Socorro       | LINEAR          | —         | MPC                           |
| 243705     | 2000 CE81  | 4 fev 2000  | Socorro       | LINEAR          | —         | MPC                           |
| 243706     | 2000 CM98  | 8 fev 2000  | Kitt Peak     | Spacewatch      | —         | MPC                           |
| 243707     | 2000 CV99  | 8 fev 2000  | Kitt Peak     | Spacewatch      | —         | MPC                           |
| 243708     | 2000 DQ45  | 29 fev 2000 | Socorro       | LINEAR          | —         | MPC                           |
| 243709     | 2000 ET1   | 3 mar 2000  | Socorro       | LINEAR          | —         | MPC                           |
| 243710     | 2000 ED96  | 11 mar 2000 | Socorro       | LINEAR          | —         | MPC                           |
| 243711     | 2000 EP141 | 2 mar 2000  | Catalina      | CSS             | —         | MPC                           |
| 243712     | 2000 FR6   | 27 mar 2000 | Kitt Peak     | Spacewatch      | —         | MPC                           |
| 243713     | 2000 FF7   | 29 mar 2000 | Kitt Peak     | Spacewatch      | —         | MPC                           |
| 243714     | 2000 FA65  | 25 mar 2000 | Kitt Peak     | Spacewatch      | —         | MPC                           |
| 243715     | 2000 GN37  | 5 abr 2000  | Socorro       | LINEAR          | —         | MPC                           |
| 243716     | 2000 GE117 | 2 abr 2000  | Kitt Peak     | Spacewatch      | —         | MPC                           |
| 243717     | 2000 GN146 | 7 abr 2000  | Kitt Peak     | Spacewatch      | —         | MPC                           |
| 243718     | 2000 GA161 | 7 abr 2000  | Anderson Mesa | LONEOS          | —         | MPC                           |
| 243719     | 2000 GU180 | 6 abr 2000  | Socorro       | LINEAR          | —         | MPC                           |
| 243720     | 2000 HZ5   | 24 abr 2000 | Kitt Peak     | Spacewatch      | —         | MPC                           |
| 243721     | 2000 HL68  | 28 abr 2000 | Kitt Peak     | Spacewatch      | —         | MPC                           |
| 243722     | 2000 HX84  | 30 abr 2000 | Haleakala     | NEAT            | —         | MPC                           |
| 243723     | 2000 HG101 | 26 abr 2000 | Kitt Peak     | Spacewatch      | —         | MPC                           |
| 243724     | 2000 JG10  | 4 mai 2000  | Socorro       | LINEAR          | —         | MPC                           |
| 243725     | 2000 JK16  | 5 mai 2000  | Socorro       | LINEAR          | —         | MPC                           |
| 243726     | 2000 JK18  | 3 mai 2000  | Socorro       | LINEAR          | —         | MPC                           |
| 243727     | 2000 JV18  | 3 mai 2000  | Socorro       | LINEAR          | —         | MPC                           |
| 243728     | 2000 JP63  | 9 mai 2000  | Socorro       | LINEAR          | —         | MPC                           |
| 243729     | 2000 KN9   | 28 mai 2000 | Socorro       | LINEAR          | —         | MPC                           |
| 243730     | 2000 KB10  | 28 mai 2000 | Socorro       | LINEAR          | —         | MPC                           |
| 243731     | 2000 KH10  | 28 mai 2000 | Socorro       | LINEAR          | —         | MPC                           |
| 243732     | 2000 KV13  | 28 mai 2000 | Socorro       | LINEAR          | —         | MPC                           |
| 243733     | 2000 LZ1   | 4 jun 2000  | Reedy Creek   | J. Broughton    | —         | MPC                           |
| 243734     | 2000 NG19  | 5 jul 2000  | Anderson Mesa | LONEOS          | —         | MPC                           |
| 243735     | 2000 OT1   | 23 jul 2000 | Eskridge      | Farpoint Obs.   | —         | MPC                           |
| 243736     | 2000 OM7   | 30 jul 2000 | Socorro       | LINEAR          | —         | MPC                           |
| 243737     | 2000 OU7   | 30 jul 2000 | Socorro       | LINEAR          | —         | MPC                           |
| 243738     | 2000 PP6   | 3 ago 2000  | Socorro       | LINEAR          | —         | MPC                           |
| 243739     | 2000 PO18  | 1 ago 2000  | Socorro       | LINEAR          | —         | MPC                           |
| 243740     | 2000 QM21  | 24 ago 2000 | Socorro       | LINEAR          | —         | MPC                           |
| 243741     | 2000 QS21  | 24 ago 2000 | Socorro       | LINEAR          | —         | MPC                           |
| 243742     | 2000 QK34  | 26 ago 2000 | Socorro       | LINEAR          | —         | MPC                           |
| 243743     | 2000 QL62  | 28 ago 2000 | Socorro       | LINEAR          | —         | MPC                           |
| 243744     | 2000 QT64  | 28 ago 2000 | Socorro       | LINEAR          | —         | MPC                           |
| 243745     | 2000 QM86  | 25 ago 2000 | Socorro       | LINEAR          | —         | MPC                           |
| 243746     | 2000 QU88  | 25 ago 2000 | Socorro       | LINEAR          | —         | MPC                           |
| 243747     | 2000 QR98  | 28 ago 2000 | Socorro       | LINEAR          | —         | MPC                           |
| 243748     | 2000 QJ99  | 28 ago 2000 | Socorro       | LINEAR          | —         | MPC                           |
| 243749     | 2000 QR107 | 29 ago 2000 | Socorro       | LINEAR          | —         | MPC                           |
| 243750     | 2000 QS121 | 25 ago 2000 | Socorro       | LINEAR          | —         | MPC                           |
| 243751     | 2000 QZ129 | 31 ago 2000 | Socorro       | LINEAR          | —         | MPC                           |
| 243752     | 2000 QN139 | 31 ago 2000 | Socorro       | LINEAR          | —         | MPC                           |
| 243753     | 2000 QS157 | 31 ago 2000 | Socorro       | LINEAR          | —         | MPC                           |
| 243754     | 2000 QY159 | 31 ago 2000 | Socorro       | LINEAR          | —         | MPC                           |
| 243755     | 2000 QV162 | 31 ago 2000 | Socorro       | LINEAR          | —         | MPC                           |
| 243756     | 2000 QP196 | 29 ago 2000 | Socorro       | LINEAR          | —         | MPC                           |
| 243757     | 2000 QZ198 | 29 ago 2000 | Socorro       | LINEAR          | —         | MPC                           |
| 243758     | 2000 QM200 | 29 ago 2000 | Socorro       | LINEAR          | —         | MPC                           |
| 243759     | 2000 QK205 | 31 ago 2000 | Socorro       | LINEAR          | —         | MPC                           |
| 243760     | 2000 QD209 | 31 ago 2000 | Socorro       | LINEAR          | —         | MPC                           |
| 243761     | 2000 QP220 | 21 ago 2000 | Anderson Mesa | LONEOS          | —         | MPC                           |
| 243762     | 2000 QU226 | 31 ago 2000 | Socorro       | LINEAR          | —         | MPC                           |
| 243763     | 2000 RF18  | 1 set 2000  | Socorro       | LINEAR          | —         | MPC                           |
| 243764     | 2000 RZ19  | 1 set 2000  | Socorro       | LINEAR          | —         | MPC                           |
| 243765     | 2000 RJ21  | 1 set 2000  | Socorro       | LINEAR          | —         | MPC                           |
| 243766     | 2000 RS26  | 1 set 2000  | Socorro       | LINEAR          | —         | MPC                           |
| 243767     | 2000 RF42  | 3 set 2000  | Socorro       | LINEAR          | —         | MPC                           |
| 243768     | 2000 RS63  | 3 set 2000  | Socorro       | LINEAR          | —         | MPC                           |
| 243769     | 2000 RP78  | 8 set 2000  | Kitt Peak     | Spacewatch      | —         | MPC                           |
| 243770     | 2000 RU79  | 1 set 2000  | Socorro       | LINEAR          | —         | MPC                           |
| 243771     | 2000 RP81  | 1 set 2000  | Socorro       | LINEAR          | —         | MPC                           |
| 243772     | 2000 RS89  | 3 set 2000  | Socorro       | LINEAR          | —         | MPC                           |
| 243773     | 2000 RJ91  | 3 set 2000  | Socorro       | LINEAR          | —         | MPC                           |
| 243774     | 2000 RY97  | 5 set 2000  | Anderson Mesa | LONEOS          | —         | MPC                           |
| 243775     | 2000 RA101 | 5 set 2000  | Anderson Mesa | LONEOS          | —         | MPC                           |
| 243776     | 2000 SH    | 18 set 2000 | Ondřejov      | L. Kotková      | —         | MPC                           |
| 243777     | 2000 SJ    | 19 set 2000 | Emerald Lane  | L. Ball         | —         | MPC                           |
| 243778     | 2000 SA5   | 20 set 2000 | Socorro       | LINEAR          | —         | MPC                           |
| 243779     | 2000 SQ5   | 22 set 2000 | Socorro       | LINEAR          | —         | MPC                           |
| 243780     | 2000 SC20  | 23 set 2000 | Socorro       | LINEAR          | —         | MPC                           |
| 243781     | 2000 SC22  | 25 set 2000 | Socorro       | LINEAR          | —         | MPC                           |
| 243782     | 2000 SR22  | 20 set 2000 | Haleakala     | NEAT            | —         | MPC                           |
| 243783     | 2000 SO54  | 24 set 2000 | Socorro       | LINEAR          | —         | MPC                           |
| 243784     | 2000 SM55  | 24 set 2000 | Socorro       | LINEAR          | —         | MPC                           |
| 243785     | 2000 SF56  | 24 set 2000 | Socorro       | LINEAR          | —         | MPC                           |
| 243786     | 2000 SK58  | 24 set 2000 | Socorro       | LINEAR          | Phocaea   | MPC                           |
| 243787     | 2000 SF59  | 24 set 2000 | Socorro       | LINEAR          | —         | MPC                           |
| 243788     | 2000 ST60  | 24 set 2000 | Socorro       | LINEAR          | —         | MPC                           |
| 243789     | 2000 SD67  | 24 set 2000 | Socorro       | LINEAR          | —         | MPC                           |
| 243790     | 2000 SQ70  | 24 set 2000 | Socorro       | LINEAR          | Mitidika  | MPC                           |
| 243791     | 2000 SD80  | 24 set 2000 | Socorro       | LINEAR          | —         | MPC                           |
| 243792     | 2000 SM81  | 24 set 2000 | Socorro       | LINEAR          | —         | MPC                           |
| 243793     | 2000 SP81  | 24 set 2000 | Socorro       | LINEAR          | —         | MPC                           |
| 243794     | 2000 SO95  | 23 set 2000 | Socorro       | LINEAR          | —         | MPC                           |
| 243795     | 2000 SP101 | 24 set 2000 | Socorro       | LINEAR          | —         | MPC                           |
| 243796     | 2000 SW109 | 24 set 2000 | Socorro       | LINEAR          | —         | MPC                           |
| 243797     | 2000 SW112 | 24 set 2000 | Socorro       | LINEAR          | Mitidika  | MPC                           |
| 243798     | 2000 SM132 | 22 set 2000 | Socorro       | LINEAR          | —         | MPC                           |
| 243799     | 2000 SR132 | 23 set 2000 | Socorro       | LINEAR          | —         | MPC                           |
| 243800     | 2000 SV134 | 23 set 2000 | Socorro       | LINEAR          | —         | MPC                           |

## 243801–243900
| Designação | Designação | Descoberta  | Descoberta    | Descobridor(es) | Categoria | Mais informações / Referência |
| Permanente | Provisória | Data        | Local         | Descobridor(es) | Categoria | Mais informações / Referência |
| ---------- | ---------- | ----------- | ------------- | --------------- | --------- | ----------------------------- |
| 243801     | 2000 SS135 | 23 set 2000 | Socorro       | LINEAR          | —         | MPC                           |
| 243802     | 2000 SU137 | 23 set 2000 | Socorro       | LINEAR          | —         | MPC                           |
| 243803     | 2000 SC157 | 26 set 2000 | Socorro       | LINEAR          | —         | MPC                           |
| 243804     | 2000 SR158 | 23 set 2000 | Kitt Peak     | Spacewatch      | —         | MPC                           |
| 243805     | 2000 SS159 | 28 set 2000 | Kitt Peak     | Spacewatch      | —         | MPC                           |
| 243806     | 2000 SH162 | 21 set 2000 | Haleakala     | NEAT            | —         | MPC                           |
| 243807     | 2000 SR176 | 28 set 2000 | Socorro       | LINEAR          | —         | MPC                           |
| 243808     | 2000 SB196 | 24 set 2000 | Socorro       | LINEAR          | —         | MPC                           |
| 243809     | 2000 SF223 | 27 set 2000 | Socorro       | LINEAR          | —         | MPC                           |
| 243810     | 2000 SS233 | 21 set 2000 | Socorro       | LINEAR          | —         | MPC                           |
| 243811     | 2000 SR237 | 25 set 2000 | Socorro       | LINEAR          | —         | MPC                           |
| 243812     | 2000 SY241 | 24 set 2000 | Socorro       | LINEAR          | —         | MPC                           |
| 243813     | 2000 SP277 | 30 set 2000 | Socorro       | LINEAR          | —         | MPC                           |
| 243814     | 2000 SL292 | 27 set 2000 | Socorro       | LINEAR          | —         | MPC                           |
| 243815     | 2000 SB297 | 28 set 2000 | Socorro       | LINEAR          | —         | MPC                           |
| 243816     | 2000 SY297 | 28 set 2000 | Socorro       | LINEAR          | —         | MPC                           |
| 243817     | 2000 SU306 | 30 set 2000 | Socorro       | LINEAR          | —         | MPC                           |
| 243818     | 2000 SU315 | 28 set 2000 | Socorro       | LINEAR          | —         | MPC                           |
| 243819     | 2000 SO335 | 26 set 2000 | Kitt Peak     | Spacewatch      | —         | MPC                           |
| 243820     | 2000 SJ343 | 23 set 2000 | Socorro       | LINEAR          | —         | MPC                           |
| 243821     | 2000 SB344 | 22 set 2000 | Kitt Peak     | Spacewatch      | —         | MPC                           |
| 243822     | 2000 ST357 | 28 set 2000 | Anderson Mesa | LONEOS          | —         | MPC                           |
| 243823     | 2000 SC372 | 25 set 2000 | Socorro       | LINEAR          | —         | MPC                           |
| 243824     | 2000 TS10  | 1 out 2000  | Socorro       | LINEAR          | —         | MPC                           |
| 243825     | 2000 TX10  | 1 out 2000  | Socorro       | LINEAR          | —         | MPC                           |
| 243826     | 2000 TX20  | 1 out 2000  | Socorro       | LINEAR          | —         | MPC                           |
| 243827     | 2000 TD25  | 2 out 2000  | Socorro       | LINEAR          | —         | MPC                           |
| 243828     | 2000 TH25  | 2 out 2000  | Socorro       | LINEAR          | Brangane  | MPC                           |
| 243829     | 2000 TO32  | 6 out 2000  | Kitt Peak     | Spacewatch      | Mitidika  | MPC                           |
| 243830     | 2000 TV36  | 6 out 2000  | Anderson Mesa | LONEOS          | —         | MPC                           |
| 243831     | 2000 TG40  | 1 out 2000  | Socorro       | LINEAR          | —         | MPC                           |
| 243832     | 2000 TM60  | 2 out 2000  | Anderson Mesa | LONEOS          | —         | MPC                           |
| 243833     | 2000 UG30  | 31 out 2000 | Socorro       | LINEAR          | —         | MPC                           |
| 243834     | 2000 UM51  | 24 out 2000 | Socorro       | LINEAR          | —         | MPC                           |
| 243835     | 2000 UH68  | 25 out 2000 | Socorro       | LINEAR          | Pallas    | MPC                           |
| 243836     | 2000 UU71  | 25 out 2000 | Socorro       | LINEAR          | —         | MPC                           |
| 243837     | 2000 UF74  | 29 out 2000 | Socorro       | LINEAR          | —         | MPC                           |
| 243838     | 2000 UQ80  | 24 out 2000 | Socorro       | LINEAR          | —         | MPC                           |
| 243839     | 2000 UZ81  | 25 out 2000 | Socorro       | LINEAR          | —         | MPC                           |
| 243840     | 2000 UP107 | 30 out 2000 | Socorro       | LINEAR          | —         | MPC                           |
| 243841     | 2000 VV23  | 1 nov 2000  | Socorro       | LINEAR          | —         | MPC                           |
| 243842     | 2000 VZ30  | 1 nov 2000  | Socorro       | LINEAR          | —         | MPC                           |
| 243843     | 2000 VT35  | 1 nov 2000  | Socorro       | LINEAR          | —         | MPC                           |
| 243844     | 2000 VK40  | 1 nov 2000  | Socorro       | LINEAR          | —         | MPC                           |
| 243845     | 2000 VG50  | 2 nov 2000  | Socorro       | LINEAR          | —         | MPC                           |
| 243846     | 2000 VT61  | 9 nov 2000  | Socorro       | LINEAR          | —         | MPC                           |
| 243847     | 2000 VA62  | 9 nov 2000  | Socorro       | LINEAR          | —         | MPC                           |
| 243848     | 2000 WO    | 16 nov 2000 | Socorro       | LINEAR          | —         | MPC                           |
| 243849     | 2000 WK8   | 20 nov 2000 | Socorro       | LINEAR          | —         | MPC                           |
| 243850     | 2000 WR15  | 21 nov 2000 | Socorro       | LINEAR          | —         | MPC                           |
| 243851     | 2000 WO22  | 20 nov 2000 | Socorro       | LINEAR          | —         | MPC                           |
| 243852     | 2000 WM24  | 20 nov 2000 | Socorro       | LINEAR          | —         | MPC                           |
| 243853     | 2000 WQ64  | 27 nov 2000 | Kitt Peak     | Spacewatch      | —         | MPC                           |
| 243854     | 2000 WW69  | 19 nov 2000 | Socorro       | LINEAR          | —         | MPC                           |
| 243855     | 2000 WA73  | 20 nov 2000 | Socorro       | LINEAR          | —         | MPC                           |
| 243856     | 2000 WC86  | 20 nov 2000 | Socorro       | LINEAR          | —         | MPC                           |
| 243857     | 2000 WR102 | 26 nov 2000 | Socorro       | LINEAR          | —         | MPC                           |
| 243858     | 2000 WR104 | 23 nov 2000 | Kitt Peak     | Spacewatch      | —         | MPC                           |
| 243859     | 2000 WS129 | 19 nov 2000 | Kitt Peak     | Spacewatch      | —         | MPC                           |
| 243860     | 2000 WA131 | 20 nov 2000 | Anderson Mesa | LONEOS          | —         | MPC                           |
| 243861     | 2000 WJ131 | 20 nov 2000 | Anderson Mesa | LONEOS          | —         | MPC                           |
| 243862     | 2000 WZ143 | 21 nov 2000 | Socorro       | LINEAR          | —         | MPC                           |
| 243863     | 2000 WJ154 | 30 nov 2000 | Socorro       | LINEAR          | —         | MPC                           |
| 243864     | 2000 WJ163 | 21 nov 2000 | Socorro       | LINEAR          | Mitidika  | MPC                           |
| 243865     | 2000 WX172 | 25 nov 2000 | Anderson Mesa | LONEOS          | —         | MPC                           |
| 243866     | 2000 WB184 | 30 nov 2000 | Anderson Mesa | LONEOS          | Brangane  | MPC                           |
| 243867     | 2000 WF189 | 18 nov 2000 | Anderson Mesa | LONEOS          | —         | MPC                           |
| 243868     | 2000 WP189 | 18 nov 2000 | Anderson Mesa | LONEOS          | —         | MPC                           |
| 243869     | 2000 XJ1   | 3 dez 2000  | Kitt Peak     | Spacewatch      | —         | MPC                           |
| 243870     | 2000 XQ1   | 3 dez 2000  | Kitt Peak     | Spacewatch      | —         | MPC                           |
| 243871     | 2000 XZ2   | 1 dez 2000  | Socorro       | LINEAR          | —         | MPC                           |
| 243872     | 2000 XW17  | 4 dez 2000  | Socorro       | LINEAR          | —         | MPC                           |
| 243873     | 2000 XM29  | 4 dez 2000  | Socorro       | LINEAR          | —         | MPC                           |
| 243874     | 2000 XY30  | 4 dez 2000  | Socorro       | LINEAR          | —         | MPC                           |
| 243875     | 2000 XB40  | 5 dez 2000  | Socorro       | LINEAR          | —         | MPC                           |
| 243876     | 2000 XU40  | 5 dez 2000  | Socorro       | LINEAR          | —         | MPC                           |
| 243877     | 2000 YR1   | 17 dez 2000 | Socorro       | LINEAR          | —         | MPC                           |
| 243878     | 2000 YY6   | 20 dez 2000 | Socorro       | LINEAR          | —         | MPC                           |
| 243879     | 2000 YU7   | 21 dez 2000 | Socorro       | LINEAR          | —         | MPC                           |
| 243880     | 2000 YH23  | 28 dez 2000 | Kitt Peak     | Spacewatch      | —         | MPC                           |
| 243881     | 2000 YP33  | 31 dez 2000 | Haleakala     | NEAT            | —         | MPC                           |
| 243882     | 2000 YT38  | 30 dez 2000 | Socorro       | LINEAR          | —         | MPC                           |
| 243883     | 2000 YO46  | 30 dez 2000 | Socorro       | LINEAR          | —         | MPC                           |
| 243884     | 2000 YB56  | 30 dez 2000 | Socorro       | LINEAR          | —         | MPC                           |
| 243885     | 2000 YQ94  | 30 dez 2000 | Socorro       | LINEAR          | —         | MPC                           |
| 243886     | 2000 YK99  | 30 dez 2000 | Socorro       | LINEAR          | —         | MPC                           |
| 243887     | 2000 YA101 | 31 dez 2000 | Haleakala     | NEAT            | —         | MPC                           |
| 243888     | 2000 YP119 | 17 dez 2000 | Kitt Peak     | Spacewatch      | —         | MPC                           |
| 243889     | 2001 AO6   | 2 jan 2001  | Socorro       | LINEAR          | —         | MPC                           |
| 243890     | 2001 AD36  | 5 jan 2001  | Socorro       | LINEAR          | —         | MPC                           |
| 243891     | 2001 AV45  | 15 jan 2001 | Socorro       | LINEAR          | Phocaea   | MPC                           |
| 243892     | 2001 AM50  | 14 jan 2001 | Kitt Peak     | Spacewatch      | —         | MPC                           |
| 243893     | 2001 BN5   | 19 jan 2001 | Socorro       | LINEAR          | —         | MPC                           |
| 243894     | 2001 BW23  | 20 jan 2001 | Socorro       | LINEAR          | —         | MPC                           |
| 243895     | 2001 BA27  | 20 jan 2001 | Socorro       | LINEAR          | —         | MPC                           |
| 243896     | 2001 BN48  | 21 jan 2001 | Socorro       | LINEAR          | —         | MPC                           |
| 243897     | 2001 BH52  | 17 jan 2001 | Kitt Peak     | Spacewatch      | —         | MPC                           |
| 243898     | 2001 BD56  | 19 jan 2001 | Socorro       | LINEAR          | —         | MPC                           |
| 243899     | 2001 DA12  | 17 fev 2001 | Socorro       | LINEAR          | Ursula    | MPC                           |
| 243900     | 2001 DC61  | 19 fev 2001 | Socorro       | LINEAR          | —         | MPC                           |

## 243901–244000
| Designação | Designação | Descoberta  | Descoberta    | Descobridor(es) | Categoria | Mais informações / Referência |
| Permanente | Provisória | Data        | Local         | Descobridor(es) | Categoria | Mais informações / Referência |
| ---------- | ---------- | ----------- | ------------- | --------------- | --------- | ----------------------------- |
| 243901     | 2001 EJ2   | 1 mar 2001  | Socorro       | LINEAR          | —         | MPC                           |
| 243902     | 2001 EP5   | 2 mar 2001  | Anderson Mesa | LONEOS          | —         | MPC                           |
| 243903     | 2001 EW17  | 15 mar 2001 | Socorro       | LINEAR          | Juno      | MPC                           |
| 243904     | 2001 FR40  | 18 mar 2001 | Socorro       | LINEAR          | —         | MPC                           |
| 243905     | 2001 FB82  | 23 mar 2001 | Socorro       | LINEAR          | —         | MPC                           |
| 243906     | 2001 FG88  | 24 mar 2001 | Kitt Peak     | Spacewatch      | —         | MPC                           |
| 243907     | 2001 FG93  | 16 mar 2001 | Socorro       | LINEAR          | —         | MPC                           |
| 243908     | 2001 FE95  | 16 mar 2001 | Socorro       | LINEAR          | —         | MPC                           |
| 243909     | 2001 FY103 | 18 mar 2001 | Socorro       | LINEAR          | —         | MPC                           |
| 243910     | 2001 FJ122 | 23 mar 2001 | Anderson Mesa | LONEOS          | —         | MPC                           |
| 243911     | 2001 FJ189 | 16 mar 2001 | Socorro       | LINEAR          | —         | MPC                           |
| 243912     | 2001 HZ1   | 17 abr 2001 | Socorro       | LINEAR          | —         | MPC                           |
| 243913     | 2001 HR13  | 21 abr 2001 | Socorro       | LINEAR          | —         | MPC                           |
| 243914     | 2001 HY22  | 26 abr 2001 | Desert Beaver | W. K. Y. Yeung  | —         | MPC                           |
| 243915     | 2001 HE57  | 25 abr 2001 | Anderson Mesa | LONEOS          | —         | MPC                           |
| 243916     | 2001 HM68  | 16 abr 2001 | Kitt Peak     | Spacewatch      | —         | MPC                           |
| 243917     | 2001 KN32  | 24 mai 2001 | Kitt Peak     | Spacewatch      | —         | MPC                           |
| 243918     | 2001 KX47  | 24 mai 2001 | Socorro       | LINEAR          | —         | MPC                           |
| 243919     | 2001 KB57  | 23 mai 2001 | Socorro       | LINEAR          | —         | MPC                           |
| 243920     | 2001 MM21  | 27 jun 2001 | Palomar       | NEAT            | —         | MPC                           |
| 243921     | 2001 MU24  | 16 jun 2001 | Anderson Mesa | LONEOS          | —         | MPC                           |
| 243922     | 2001 MS25  | 19 jun 2001 | Palomar       | NEAT            | —         | MPC                           |
| 243923     | 2001 NQ1   | 10 jul 2001 | Palomar       | NEAT            | —         | MPC                           |
| 243924     | 2001 NO22  | 1 jul 2001  | Palomar       | NEAT            | —         | MPC                           |
| 243925     | 2001 OZ5   | 17 jul 2001 | Anderson Mesa | LONEOS          | —         | MPC                           |
| 243926     | 2001 OX22  | 18 jul 2001 | Palomar       | NEAT            | —         | MPC                           |
| 243927     | 2001 OR33  | 19 jul 2001 | Palomar       | NEAT            | —         | MPC                           |
| 243928     | 2001 OT53  | 21 jul 2001 | Palomar       | NEAT            | —         | MPC                           |
| 243929     | 2001 OU61  | 21 jul 2001 | Haleakala     | NEAT            | —         | MPC                           |
| 243930     | 2001 OO66  | 23 jul 2001 | Palomar       | NEAT            | —         | MPC                           |
| 243931     | 2001 OC86  | 22 jul 2001 | Socorro       | LINEAR          | —         | MPC                           |
| 243932     | 2001 OL88  | 21 jul 2001 | Haleakala     | NEAT            | —         | MPC                           |
| 243933     | 2001 OX91  | 31 jul 2001 | Palomar       | NEAT            | —         | MPC                           |
| 243934     | 2001 OQ106 | 29 jul 2001 | Socorro       | LINEAR          | —         | MPC                           |
| 243935     | 2001 PC7   | 10 ago 2001 | Haleakala     | NEAT            | —         | MPC                           |
| 243936     | 2001 PA15  | 13 ago 2001 | Kvistaberg    | UDAS            | —         | MPC                           |
| 243937     | 2001 PZ21  | 10 ago 2001 | Haleakala     | NEAT            | —         | MPC                           |
| 243938     | 2001 PJ27  | 11 ago 2001 | Haleakala     | NEAT            | —         | MPC                           |
| 243939     | 2001 PX32  | 10 ago 2001 | Palomar       | NEAT            | —         | MPC                           |
| 243940     | 2001 PT33  | 10 ago 2001 | Palomar       | NEAT            | —         | MPC                           |
| 243941     | 2001 PT35  | 11 ago 2001 | Palomar       | NEAT            | —         | MPC                           |
| 243942     | 2001 PM49  | 13 ago 2001 | Palomar       | NEAT            | —         | MPC                           |
| 243943     | 2001 PO49  | 14 ago 2001 | Palomar       | NEAT            | —         | MPC                           |
| 243944     | 2001 QM4   | 16 ago 2001 | Socorro       | LINEAR          | —         | MPC                           |
| 243945     | 2001 QU39  | 16 ago 2001 | Socorro       | LINEAR          | —         | MPC                           |
| 243946     | 2001 QM79  | 16 ago 2001 | Socorro       | LINEAR          | —         | MPC                           |
| 243947     | 2001 QX89  | 16 ago 2001 | Palomar       | NEAT            | —         | MPC                           |
| 243948     | 2001 QD117 | 17 ago 2001 | Socorro       | LINEAR          | —         | MPC                           |
| 243949     | 2001 QG126 | 20 ago 2001 | Socorro       | LINEAR          | —         | MPC                           |
| 243950     | 2001 QY132 | 20 ago 2001 | Socorro       | LINEAR          | —         | MPC                           |
| 243951     | 2001 QX163 | 31 ago 2001 | Desert Eagle  | W. K. Y. Yeung  | —         | MPC                           |
| 243952     | 2001 QP166 | 24 ago 2001 | Haleakala     | NEAT            | —         | MPC                           |
| 243953     | 2001 QE173 | 25 ago 2001 | Socorro       | LINEAR          | —         | MPC                           |
| 243954     | 2001 QJ173 | 25 ago 2001 | Socorro       | LINEAR          | Brangane  | MPC                           |
| 243955     | 2001 QW179 | 25 ago 2001 | Palomar       | NEAT            | —         | MPC                           |
| 243956     | 2001 QR194 | 22 ago 2001 | Socorro       | LINEAR          | —         | MPC                           |
| 243957     | 2001 QZ206 | 23 ago 2001 | Anderson Mesa | LONEOS          | —         | MPC                           |
| 243958     | 2001 QX208 | 23 ago 2001 | Anderson Mesa | LONEOS          | —         | MPC                           |
| 243959     | 2001 QM212 | 23 ago 2001 | Anderson Mesa | LONEOS          | —         | MPC                           |
| 243960     | 2001 QQ227 | 24 ago 2001 | Anderson Mesa | LONEOS          | —         | MPC                           |
| 243961     | 2001 QL229 | 24 ago 2001 | Anderson Mesa | LONEOS          | —         | MPC                           |
| 243962     | 2001 QD246 | 24 ago 2001 | Socorro       | LINEAR          | —         | MPC                           |
| 243963     | 2001 QM246 | 24 ago 2001 | Socorro       | LINEAR          | —         | MPC                           |
| 243964     | 2001 QD254 | 25 ago 2001 | Anderson Mesa | LONEOS          | —         | MPC                           |
| 243965     | 2001 QT264 | 26 ago 2001 | Anderson Mesa | LONEOS          | —         | MPC                           |
| 243966     | 2001 QX280 | 19 ago 2001 | Socorro       | LINEAR          | —         | MPC                           |
| 243967     | 2001 QD286 | 17 ago 2001 | Palomar       | NEAT            | —         | MPC                           |
| 243968     | 2001 QM294 | 24 ago 2001 | Anderson Mesa | LONEOS          | —         | MPC                           |
| 243969     | 2001 QX294 | 24 ago 2001 | Socorro       | LINEAR          | —         | MPC                           |
| 243970     | 2001 QJ329 | 22 ago 2001 | Kitt Peak     | Spacewatch      | —         | MPC                           |
| 243971     | 2001 QL330 | 25 ago 2001 | Socorro       | LINEAR          | Brangane  | MPC                           |
| 243972     | 2001 QS333 | 27 ago 2001 | Palomar       | NEAT            | —         | MPC                           |
| 243973     | 2001 RP    | 7 set 2001  | Socorro       | LINEAR          | —         | MPC                           |
| 243974     | 2001 RM10  | 10 set 2001 | Socorro       | LINEAR          | —         | MPC                           |
| 243975     | 2001 RN20  | 7 set 2001  | Socorro       | LINEAR          | —         | MPC                           |
| 243976     | 2001 RD26  | 7 set 2001  | Socorro       | LINEAR          | Brangane  | MPC                           |
| 243977     | 2001 RB32  | 8 set 2001  | Socorro       | LINEAR          | —         | MPC                           |
| 243978     | 2001 RH40  | 10 set 2001 | Socorro       | LINEAR          | Brangane  | MPC                           |
| 243979     | 2001 RC43  | 9 set 2001  | Palomar       | NEAT            | —         | MPC                           |
| 243980     | 2001 RF49  | 11 set 2001 | Socorro       | LINEAR          | —         | MPC                           |
| 243981     | 2001 RC50  | 10 set 2001 | Socorro       | LINEAR          | —         | MPC                           |
| 243982     | 2001 RP52  | 12 set 2001 | Socorro       | LINEAR          | —         | MPC                           |
| 243983     | 2001 RJ53  | 12 set 2001 | Socorro       | LINEAR          | —         | MPC                           |
| 243984     | 2001 RS57  | 12 set 2001 | Socorro       | LINEAR          | —         | MPC                           |
| 243985     | 2001 RA61  | 12 set 2001 | Socorro       | LINEAR          | —         | MPC                           |
| 243986     | 2001 RW62  | 12 set 2001 | Socorro       | LINEAR          | —         | MPC                           |
| 243987     | 2001 RE64  | 10 set 2001 | Socorro       | LINEAR          | —         | MPC                           |
| 243988     | 2001 RF76  | 10 set 2001 | Socorro       | LINEAR          | —         | MPC                           |
| 243989     | 2001 RP105 | 12 set 2001 | Socorro       | LINEAR          | —         | MPC                           |
| 243990     | 2001 RH119 | 12 set 2001 | Socorro       | LINEAR          | —         | MPC                           |
| 243991     | 2001 RD129 | 12 set 2001 | Socorro       | LINEAR          | —         | MPC                           |
| 243992     | 2001 RB132 | 12 set 2001 | Socorro       | LINEAR          | —         | MPC                           |
| 243993     | 2001 RN132 | 12 set 2001 | Socorro       | LINEAR          | —         | MPC                           |
| 243994     | 2001 RB136 | 12 set 2001 | Socorro       | LINEAR          | —         | MPC                           |
| 243995     | 2001 RL142 | 13 set 2001 | Palomar       | NEAT            | —         | MPC                           |
| 243996     | 2001 RP149 | 11 set 2001 | Anderson Mesa | LONEOS          | —         | MPC                           |
| 243997     | 2001 SG6   | 18 set 2001 | Kitt Peak     | Spacewatch      | —         | MPC                           |
| 243998     | 2001 SR11  | 16 set 2001 | Socorro       | LINEAR          | Brangane  | MPC                           |
| 243999     | 2001 SG21  | 16 set 2001 | Socorro       | LINEAR          | —         | MPC                           |
| 244000     | 2001 SF24  | 16 set 2001 | Socorro       | LINEAR          | —         | MPC                           |